# Staszów
Staszówⓘ é um município no sudeste da Polônia. Pertence à voivodia da Santa Cruz, no condado de Staszów. É a sede da comuna urbano-rural de Staszów. Os rios Czarna Staszowska e Desta atravessam a cidade.
Estende-se por uma área de 26,9 km², com 13 463 habitantes, segundo o censo de 31 de dezembro de 2024, com uma densidade populacional de 501 hab./km².
A cidade é o centro administrativo do condado de Staszów − abriga, entre outros, o escritório do starosta, o tribunal distrital, o escritório do promotor distrital, a sede da polícia distrital e a sede distrital do Corpo de Bombeiros do Estado.
Uma cidade nobre privada fundada em 1525, estava localizada na segunda metade do século XVI no condado de Sandomierz, voivodia de Sandomierz. Hieronim Łaski, sendo o proprietário de Staszów, solicitou os direitos de cidade para ela, portanto seu brasão de nobreza Korab é o símbolo gráfico da cidade. Após receber os direitos de cidade, Staszów mudou de proprietário várias vezes até deixar de ser uma cidade privada em outubro de 1866.

## Localização
Staszów está localizada a 54 km de Kielce, a 120 km de Cracóvia e a cerca de 100 km de Rzeszów. A cidade fica no centro de uma área chamada Terra de Staszów, localizada entre 20°43′ e 21°34′ de longitude leste e 50°22′ e 50°44′ de latitude norte.
A área de Staszów faz parte da Bacia do Nida (Bacia de Połaniec) e inclui a parte sudeste da serra Wygiełzowski das montanhas Świętokrzyskie.
Historicamente, Staszów ficava na Terra de Sandomierz, que, após a unificação da Polônia, foi transformada na voivodia de Sandomierz (1314-1795). Em 1795, a cidade se viu na partição austríaca nas fronteiras da Circunscrição de Radom (1796-1809). Depois que Staszów foi anexada pelo Tratado de Schönbrunn, em 1809, ao Ducado de Varsóvia, tornou-se a capital do departamento de Radom (1809-1816). Naquela época, havia 215 vilarejos no departamento. Um ano após o Congresso de Viena, em virtude do qual Staszów tornou-se formalmente parte da Polônia do Congresso, uma reforma administrativa foi introduzida e a cidade tornou-se parte da voivodia de Sandomierz, com capital em Radom (1816-1837). Em 1837, como resultado da renomeação das voivodias em gubernias, Staszów passou a pertencer à gubernia de Sandomierz (1837-1844). Em 1844, por força de um decreto do czar Nicolau I da Rússia, o condado de Staszów foi abolido e a cidade foi transferida para a gubernia de Sandomierz, no distrito de Radom (1844-1917).
Em 1918, depois que a Polônia recuperou sua independência, Staszów estava localizada na voivodia de Kielce e no condado de Sandomierz (1918–1939). Após o início da Segunda Guerra Mundial e a ocupação da Polônia pelo exército alemão, Staszów ficou nos limites do condado de Opatów no distrito de Radom do Governo Geral (1939–1945).
Após o fim da guerra, em 1945, a cidade foi novamente incluída na voivodia de Kielce (1945–1975). Ao mesmo tempo, foi atribuída ao condado de Sandomierz, mas em 1954 as autoridades decidiram criar novamente o condado de Staszów. Quando os condados foram abolidos em 1974, Staszów foi atribuída à recém-criada voivodia de Tarnobrzeg (1975–1998). Após outra reforma administrativa, Staszów tornou-se a sede do condado pela terceira vez, sendo incluída na voivodia de Santa Cruz (desde 1999).

## Recursos naturais

### Flora e fauna
Segundo dados de 2009, a cobertura florestal de Staszów é de 36,4%, em comparação com 29% do país. A cidade é cercada por florestas de coníferas e mistas, dominadas por pinheiros, com misturas de faia, bétula e carpino. Abetos, abetos-vermelhos, álamos e carvalhos também estão presentes. A rica vegetação arbustiva das florestas consiste em aveleira-comum, cerejeira, freixo-da-montanha e espinheiro-comum.
As florestas circundantes abrigam, entre outras, a airela, a Pulmonaria obscura, a Anemone ranunculoides, a anêmona-dos-bosques, a Isopyrum thalictroides, o Maianthemum bifolium e a urze-comum. Há também várias espécies de plantas raras protegidas na Polônia, tais como: ásaro, Anemone hepatica, alho-de-urso, lírio-do-vale, Rhododendron tomentosum, Dianthus arenarius, Lycopodium clavatum e Daphne-de-fevereiro.
As florestas e os campos que cercam a cidade são o lar de javalis, martas, corças, veados, raposas e lebres. Às vezes, podem ser vistos alces. Coelhos-selvagens, perdizes e |faisões vivem nos campos ao redor. Entre os pássaros mais numerosos estão pardais, gralhas-cinzentas, gralhas-calvas, corvos, Oriolus, lavercas, pica-paus, picoteiros-comuns, andorinhas, açores, cegonhas e garças.
Ao norte de Staszów, onde o rio Czarna Staszowska flui por um leito de rio natural, os castores têm sido visitantes cada vez mais frequentes desde 2003. Os vestígios de sua presença são visíveis em ambas as margens do rio.

### Recursos hídricos

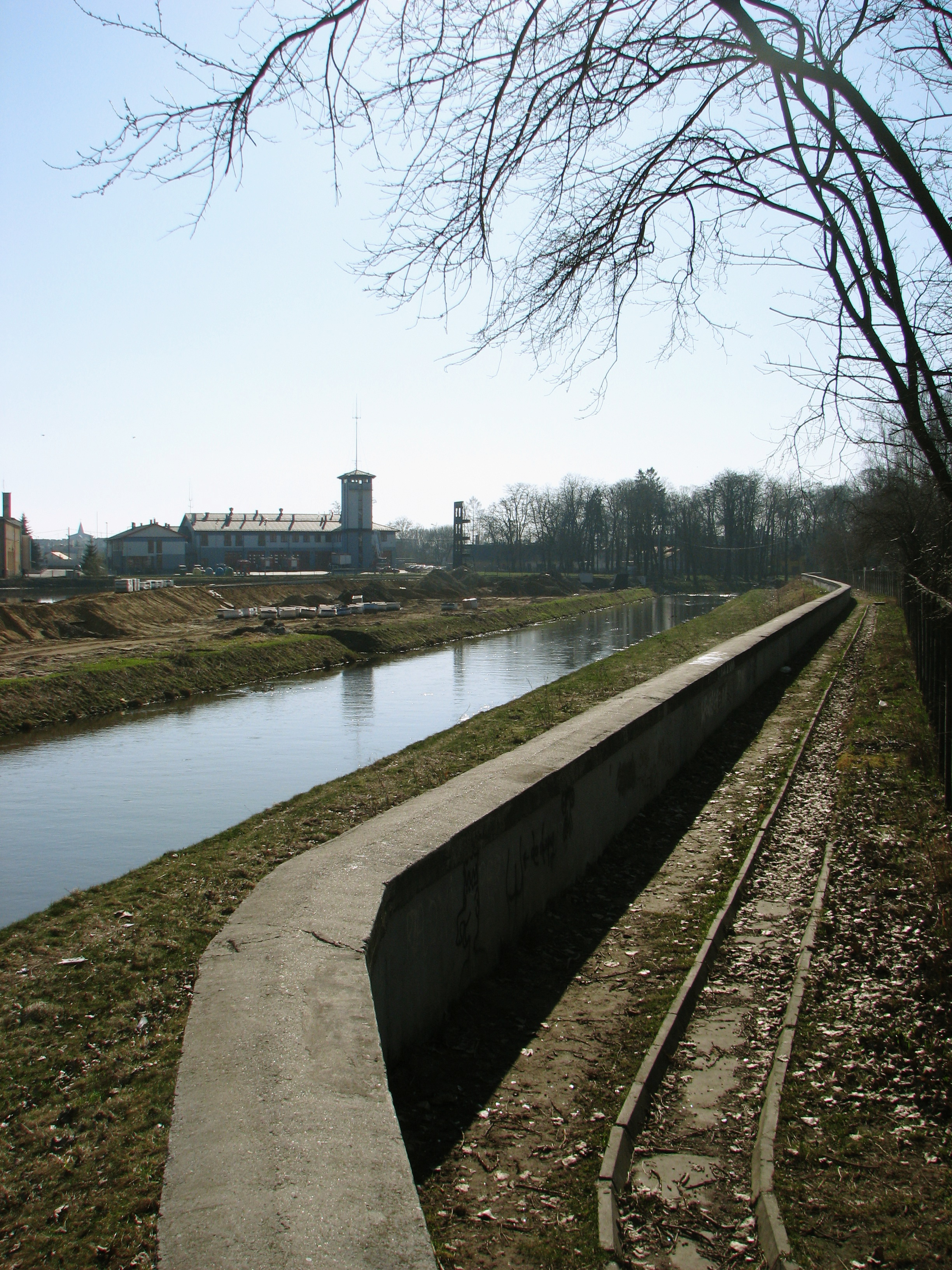
Leito do rio retificado em Staszów, com aterro e muro de proteção contra inundações

Staszów fica na bacia do rio Czarna Staszowska, que flui das montanhas Świętokrzyskie para o rio Vístula. É o rio mais longo do condado de Staszów. Na cidade, o córrego Desta, um afluente da margem esquerda, deságua no rio.
Próximo de Staszów, as margens do rio Czarna recuam. Devido aos frequentes riscos de enchentes, o leito do rio na cidade foi retificado (2004–2008).
Além dos cursos d'água naturais, um canal de moinho também atravessa a cidade. O canal recebe água do rio Czarna Staszowska, próximo a Radzików, e sua foz está localizada no conjunto habitacional Staszówek.

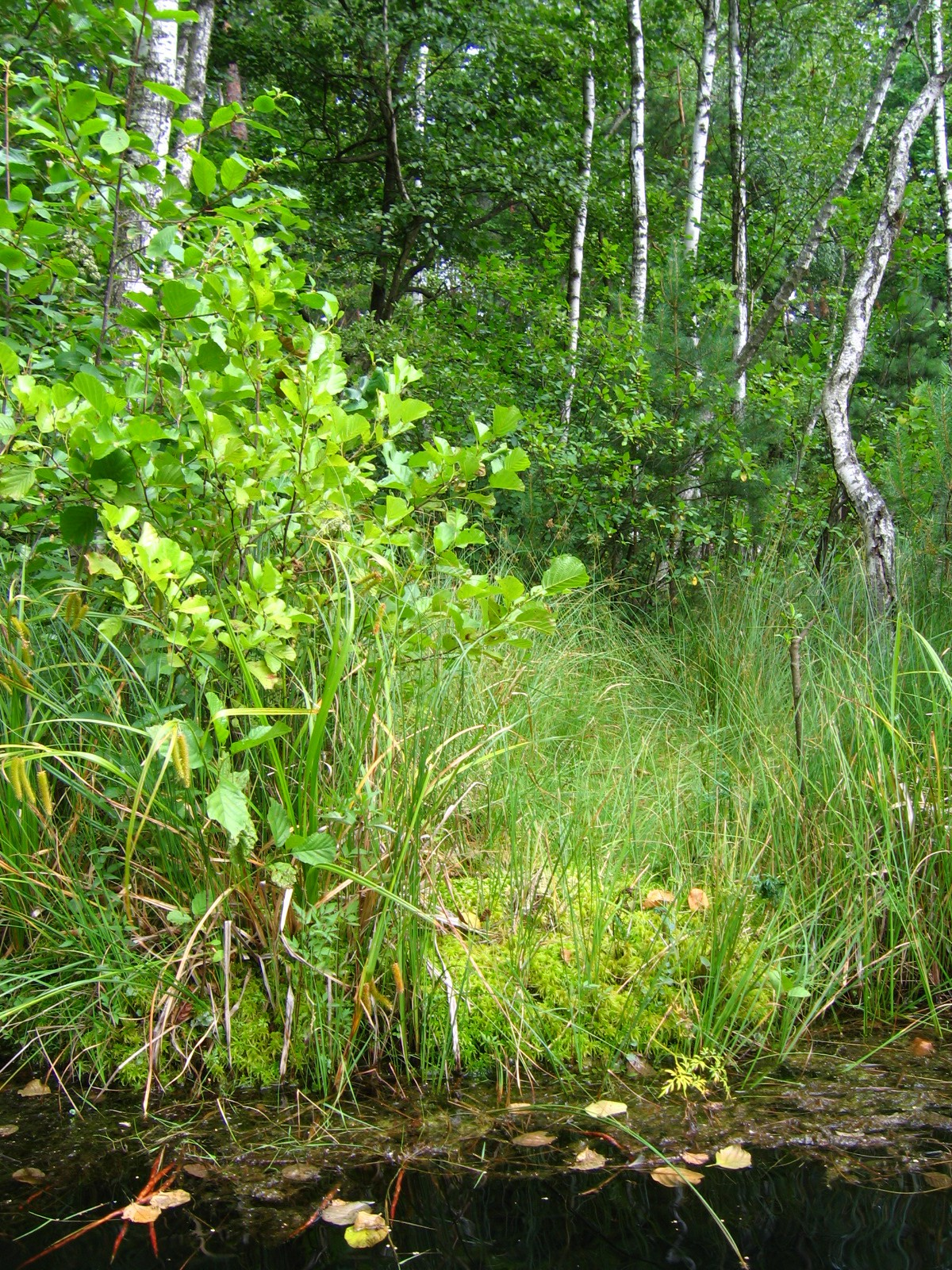
Floresta do lago Trzeci

Na floresta Golejowskie, a cerca de 3 km do centro de Staszów, há um complexo de lagos e lagoas. Várias dezenas de lagos têm uma área total de cerca de 65 ha. Conforme outras fontes, há mais de 100. Alguns reservatórios são conectados por canais.
Publicações geológicas indicam a ocorrência nessa área do fenômeno do carste coberto, reproduzido na camada geológica superior, bastante comum na sub-região da Bacia do Nida. O carste de calcário sob sedimentos quaternários (areias e argilas) levou à subsidência da superfície do solo e à formação de muitos sumidouros, que agora estão cheios de água. Acredita-se que os lagos sejam reservatórios secundários criados pela exploração de depósitos de turfa dos sumidouros.
Os lagos Duży, Drugi, Trzeci, Czwarty e Torfy são influenciados pela vegetação da comunidade de turfeiras baixas, enquanto os lagos Ciemne, Przeciwpożarowe, Odrodzone e Kacze são influenciados pela vegetação da comunidade de turfeiras de transição. Os lagos Donica e Piąty são influenciados pela vegetação das comunidades de turfeiras elevadas.
Esses lagos têm águas relativamente claras, com uma pequena mistura de compostos de enxofre, aos quais são atribuídas propriedades antirreumáticas.

### Matérias-primas minerais
No Terciário, quando a área ao redor de Staszów foi inundada pelo mar, o calcário litotâmnio foi formado na área. Recifes compostos de algas cresceram na água e formaram rochas calcárias após morrerem. Na cidade, um local exposto de calcário litotâmnio está localizado na saída da estrada provincial n.º 764 para Rytwiany, na encosta do vale do rio Czarna Staszowska. O calcário encontra-se em uma camada de 20 a 30 m de espessura. Devido ao crescimento excessivo e à fragmentação da marga, essa rocha não é adequada para uso em construção.

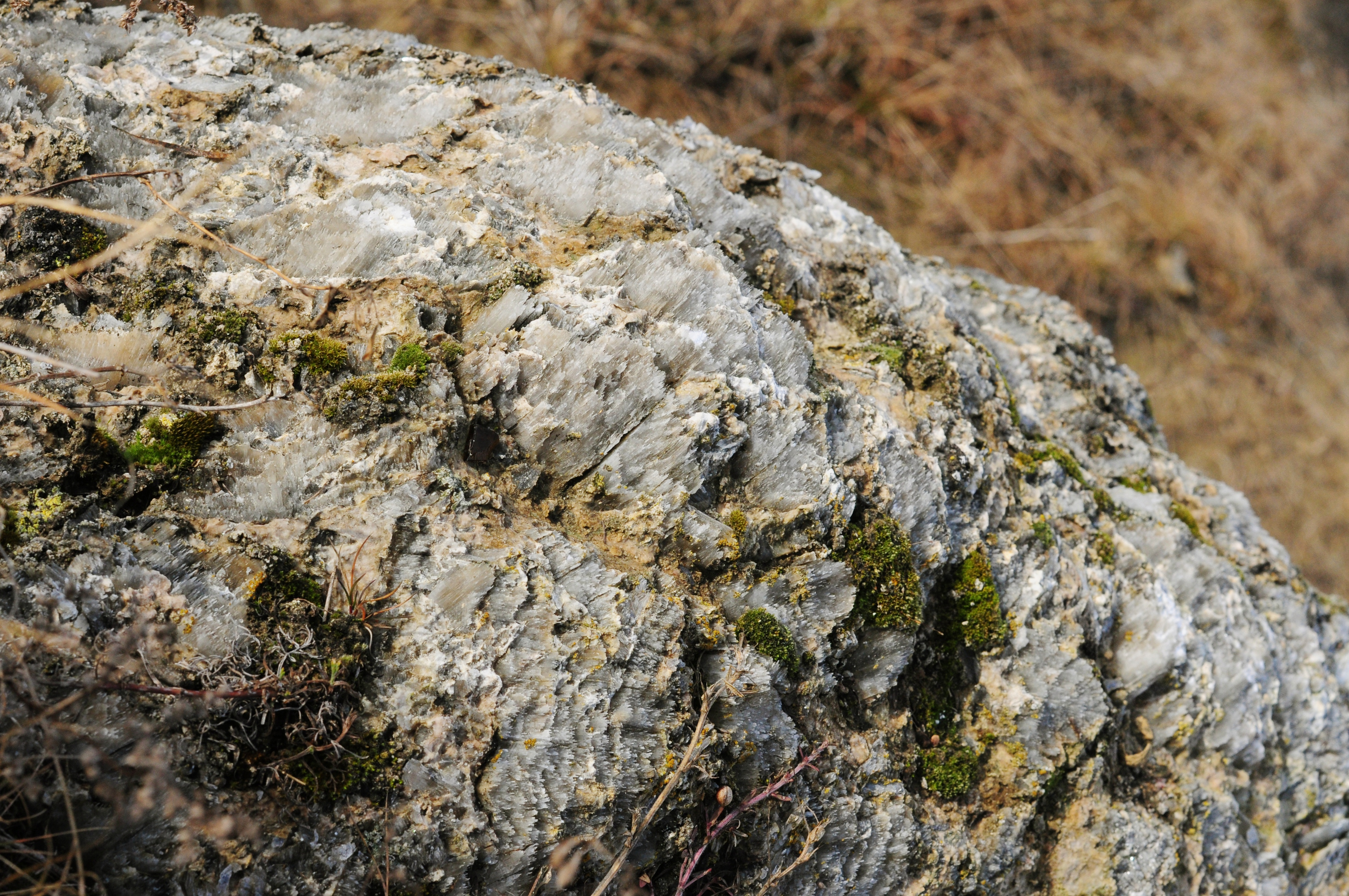
Rocha de gipsita em uma pedreira de gipsita desativada

Acima do calcário há gipsita deixada pelo mar que secou após outra transgressão marinha. A rocha de gesso sobre a qual Staszów se encontra tem até 20 m (cerca de 25 m) de espessura. A camada inferior da rocha é cristalina grossa com cristais dispostos em um padrão duplo de “cauda de andorinha” e é o gesso quimicamente mais puro. Mais acima, ela passa para gipsita de granulação fina e depois para xisto com uma mistura significativa de carbonatos. Os depósitos de gesso foram explorados no século XIX para as fábricas de gesso locais. O gesso queimado produzido era usado como material de construção. Entre 1754 e 1777, 125 barris de gesso foram exportados para Varsóvia e Puławy. A pedreira e as fábricas de gesso funcionaram até a Segunda Guerra Mundial. Entre 1954 e 1957, a pedra de gesso bruto ainda era produzida e posteriormente exportada para os países escandinavos. A pedreira remanescente daquela época está localizada na parte noroeste da cidade, perto da estrada provincial n.º 764 (perto de Radzików).
A última transgressão marinha no Mioceno Superior resultou na deposição de argilas de xisto (as chamadas argilas Cracovianas) ao sul de Staszów. A camada de argila atinge uma espessura de 200 m perto de Staszów. Durante o primeiro resfriamento quaternário, os rios que fluíam dos Cárpatos transportaram areias e cascalhos para a área de Staszów. Durante a glaciação do sul da Polônia, uma geleira chegou e a área ao redor da cidade foi coberta por uma morena de till (solo) coberta por areia. Durante a glaciação da Polônia Média, Staszów ficava em um campo de areia e, ao norte da cidade (de Kopanina a Raków), grandes quantidades de areia permaneceram desse período. Esses sedimentos quaternários cobrem amplamente as rochas do período Mioceno, atingindo de vários a uma dúzia de metros de espessura, ocasionalmente ultrapassando 20 m.
As argilas do Mioceno já foram a base da cerâmica polonesa antiga. Acredita-se que essas argilas também foram usadas no século XVIII para fazer os cachimbos de Staszów. Até 1914, os ceramistas de Staszów usavam argilas escavadas na vizinha Brzeziny.

### Condições climáticas
Staszów fica em uma área com um clima de transição entre o clima mais severo das montanhas Świętokrzyskie e o clima mais ameno da bacia de Sandomierz. Caracteriza-se por invernos frios, verões quentes e outonos quentes e longos.
A temperatura média em janeiro é de -3 °C, em julho é de 17-18,3 °C e a média anual é de 7-8 °C. A área de Staszów está localizada na chamada sombra de precipitação das montanhas Swietokrzyskie e a precipitação média anual é de cerca de 570 mm.
Os ventos predominantes são os de oeste e sudoeste.

## História
Os proprietários subsequentes de Staszów foram: Stasz Kmiotko, Piotr Bogoria Skotnicki, Dorota Tarnowska, Arcebispo de Gniezno Mikołaj Kurowski, Arcebispo Wojciech Jastrzębiec, Jan Rytwiański, Mikołaj Kurozwęcki, Anna Kurozwęcka, a partir de 1519 a esposa de Hieronim Łaski. Durante o governo de Hieronim Łaski, Staszów recebeu um alvará de cidade e depois mudou de proprietário várias vezes. Em 1629, Jan Magnus Tęczyński era o proprietário da cidade no condado de Sandomierz da voivodia de Sandomierz. Em outubro de 1866, ela deixou de ser uma cidade privada.

### Linha do tempo
A primeira menção escrita de Staszów data de 1241. O calendário a seguir considera os principais eventos na vida da cidade a partir desse ano.
- 1241 — a primeira menção a Staszów diz respeito à invasão tártara da Polônia, quando a vila de Staszów e a igreja paroquial de madeira foram incendiadas.
- 1345 — a igreja de tijolos de São Bartolomeu, fundada pela viúva do governador Łęczyca, foi construída e consagrada.
- Cerca de 1440 — a aldeia de Staszów é descrita e mencionada várias vezes na obra Liber Beneficiorum Dioecesis Cracoviensis de Jan Długosz.
- 11 de abril de 1525 — obtenção de um privilégio por Hieronim Łaski para realizar feiras na cidade de Staszów três vezes por ano. Łaski é considerado o fundador da cidade, fundada conforme o modelo das cidades fundadas sob a Lei de Magdeburgo, com uma praça de mercado planejada, prefeitura no meio e ruas que se desviam perpendicularmente.
- 1526 de janeiro — criação de mercados semanais às quintas-feiras.
- 1555 — fundação da guilda dos tecelões.
- Cerca de 1580 — fundação da congregação da Irmandade polonesa.
- Início do século XVII — Staszów tornou-se propriedade dos Tęczyńskis.
- 1621 — aprovação por Jan Tęczyński da guilda de peleiros, alfaiates e chapeleiros.
- 1625 — fundação de uma escola na igreja por Katarzyna Tęczyńska, que funcionou até o século XIX. Fundação da Capela de Nossa Senhora do Rosário na igreja de São Bartolomeu.
- Cerca de 1641 — Staszów tornou-se propriedade da família Opaliński.
- 1656 — Staszów, Połaniec e os vilarejos vizinhos foram atingidos por uma peste.
- Segunda metade do século XVII — fundação de uma fábrica de sabres que produzia sabres “Staszów”, um exemplo dos sabres chamados “janówki”, com rica ornamentação, usados, entre outros, pelo exército de João III Sobieski em Viena.
- 1695 — consagração da igreja do Espírito Santo no local da congregação da Irmandade polonesa proscrita.
- 1705 — outra epidemia em Staszów.
- 1709 — destruição da cidade pelo exército sueco; Staszów era então propriedade de Elżbieta Sieniawska, da família Lubomirski.
- 1718 — começa a construção da prefeitura (kramnice).
- 2 de maio de 1718 — Elżbieta Sieniawska permite que os judeus se estabeleçam em Staszów e construam uma sinagoga.
- 1731 — Staszów torna-se propriedade da família Czartoryski.
- 1732–1738 — August Czartoryski concluiu a construção de uma prefeitura com uma torre de relógio, que abrigava as autoridades da cidade e as instalações comerciais. A praça da cidade e as ruas principais também foram pavimentadas.
- 1751–1757— 27 casas de tijolos foram construídas ao redor da praça do mercado.
- 1766 — a primeira fábrica de tecidos é fundada.
- 7 de maio de 1794 — uma escaramuça entre o exército insurgente e os russos perto de Staszów, durante a proclamação universal de Tadeusz Kościuszko perto de Połaniec.
- 1795 — como resultado da Terceira Partição da Polônia, Staszów foi anexada pela Áustria — Galiza Ocidental.
- 1809 — como resultado da guerra com a Áustria, a cidade se tornou parte do Ducado de Varsóvia e, pela primeira vez, uma cidade de condado no departamento de Radom.
- Início do século XIX — construção de uma igreja ortodoxa na rua Krakowska em estilo neobizantino.
- 1815–1841 — Staszów tornou-se a cidade distrital da voivodia de Sandomierz.
- 1821 — início da produção de cachimbos de barro, os chamados cachimbos de Istambul.
- 12 de abril de 1823 — Staszów tornou-se propriedade de Artur Potocki, neto de Elżbieta Lubomirska.
- 1831
  - Organização das forças armadas polonesas durante a Revolta de Novembro, formação da Legião Nadwiślańska.
  - Epidemia de cólera em Staszów.

1832 — Adam Potocki tornou-se o proprietário da cidade.
1842 — inauguração de uma escola primária para meninas.
1846 — construção de um canal, ligando os rios Czarna e Desta.
1848 — o Conde Adam Potocki, proprietário da cidade, aboliu a servidão e cobrou impostos dos camponeses.

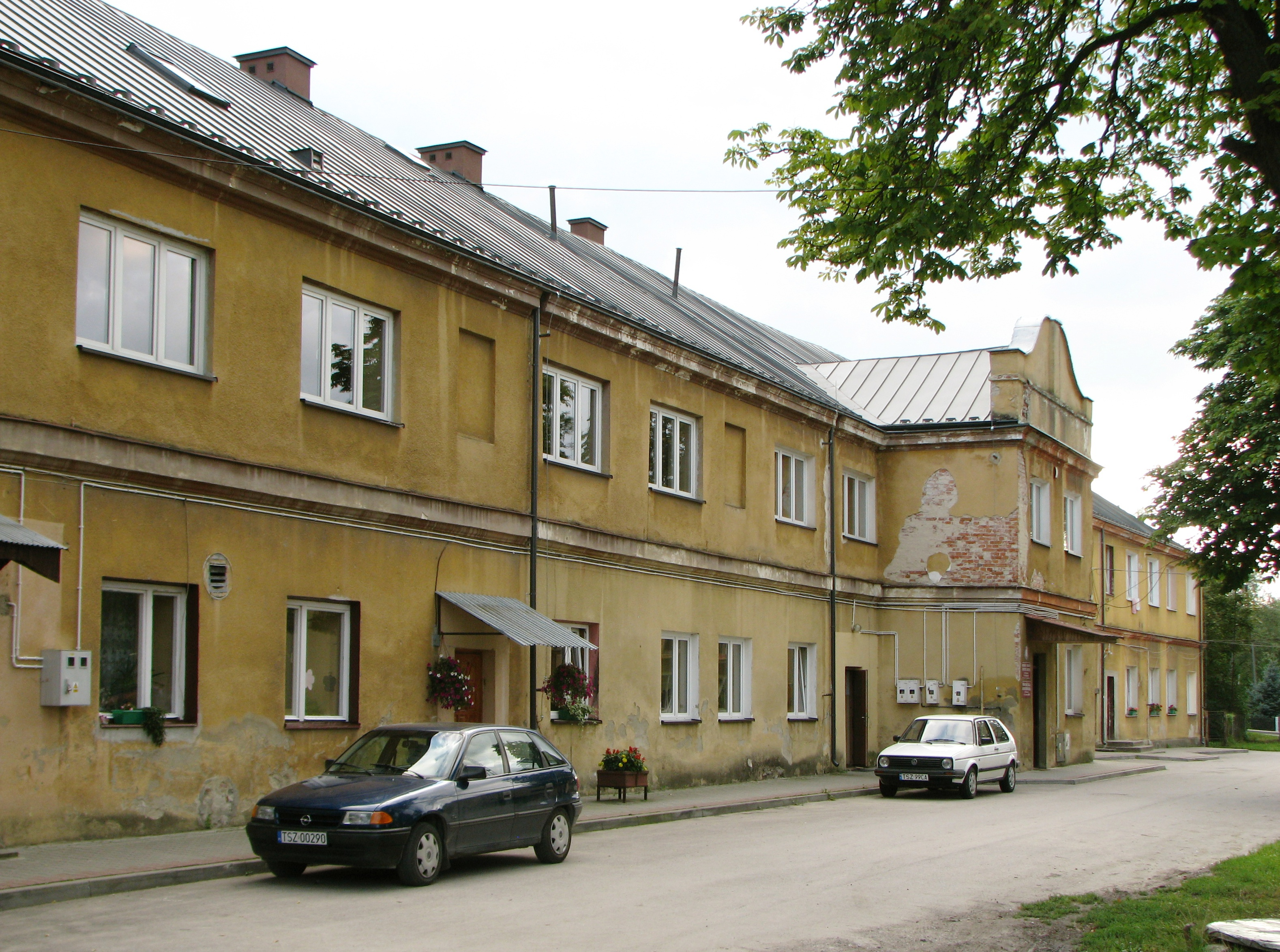
Antigo prédio do hospital de Santo Adão, de 1851

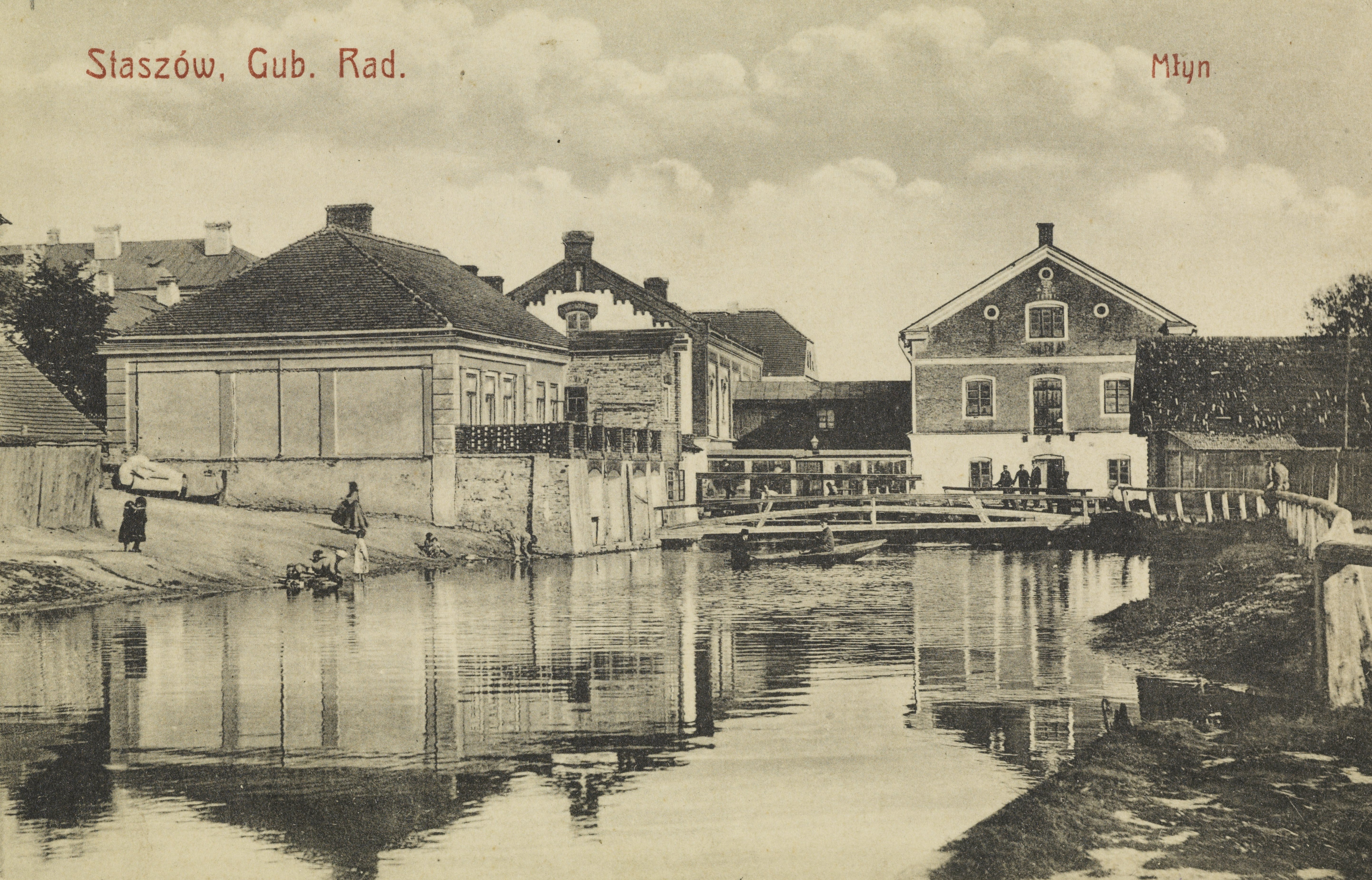
Moinho, por volta de 1910–1918

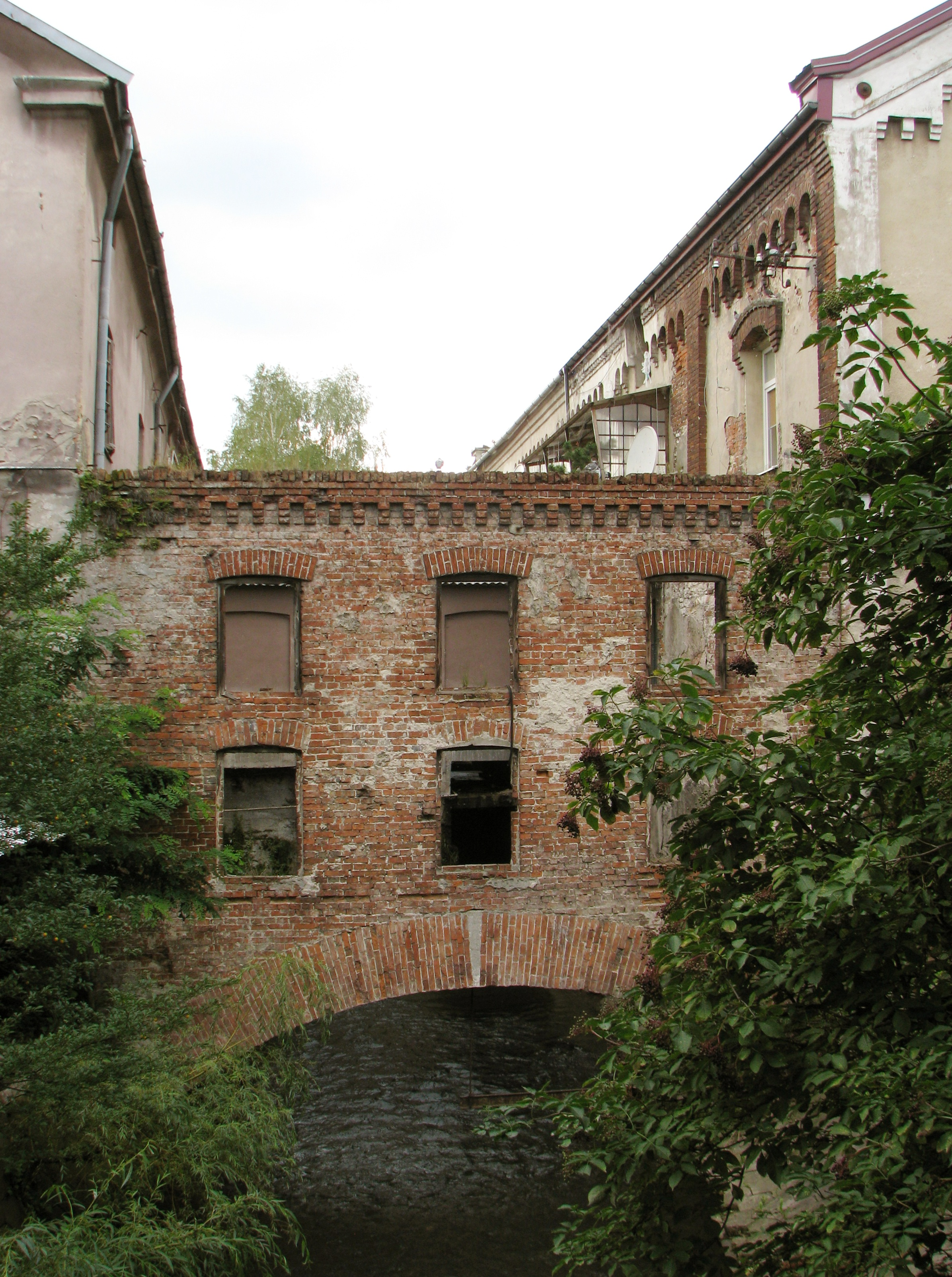
Canal do moinho e antigo complexo de moinhos de água de 1899

- 1851 — Inauguração do hospital de Santo Adão com dezenas de leitos e, em 1899, as freiras Filhas da Caridade de São Vicente de Paulo foram trazidas para cá.
- 1863 — Batalha de Staszów durante a Revolta de Janeiro, os insurgentes derrotaram os russos.
- 1866
  - Fundação de um parque municipal ao longo da margem do rio Czarna.
  - 28 de outubro — conforme o decreto do czar sobre a emancipação das cidades, Staszów deixou de ser propriedade privada.
- Final do século XIX — uma pequena guarnição militar de 800 soldados russos foi instalada na cidade.
- 1893 — epidemia de cólera em Staszów.
- 1899 — uma cervejaria, dois moinhos de água, uma fábrica de papel e duas fábricas de soda foram colocadas em operação.
- 1902 — fundada uma brigada de incêndio voluntária.
- 1906 — fechamento da fábrica de carruagens.
- 1908 — construção de uma igreja ortodoxa na rua Krakowska (em seu lugar foi construído o prédio do cinema “Syrena” no século XX).
- 1912 — criação do coral amador “Lutnia”.
- 1914
  - 19 a 23 de agosto — após a eclosão da Primeira Guerra Mundial, Staszów ficou sob o domínio húngaro.
  - 15 de setembro — a cidade é tomada pelos russos.
  - 2 de outubro a 1 de novembro — ocupação da cidade pelas tropas austríacas.
- 1915
  - 15 de maio — a cidade foi reocupada pelo exército austríaco do general Viktor Dankl von Krásnik.
  - Dezembro — os austríacos iniciaram a construção de uma ferrovia de bitola estreita entre Bogoria - Staszów - Jędrzejów, concluída em 1917.
- 20 de março de 1917 — Eugeniusz Saski inaugurou o primeiro cinema da cidade.
- 1918
  - Fundação do ginásio co-educacional; duas escolas de ensino integral, para homens e mulheres, também funcionam nessa época.
  - Novembro - após o fim da Primeira Guerra Mundial, Staszów foi designada para o condado de Sandomierz, na voivodia de Kielce.
- 1919 - um conselho municipal foi eleito pela primeira vez após a independência.
- 1930 - o teatro amador “Fredreum” é fundado por J. Raźny; o número de habitantes ultrapassa 10 mil (55% eram judeu]]).
  - 12 de janeiro - um comício popular antigovernamental foi organizado na cidade com a participação de Wincenty Witos. Durante o comício, Wincenty Witos criticou o marechal Józef Piłsudski por lutar pela hegemonia e o primeiro-ministro Kazimierz Świtalski por ser perdulário.
- 1939-1944 - um declínio acentuado na população causado pelo assassinato da população judaica pelos ocupantes alemães, que antes da Segunda Guerra Mundial representava cerca de 55% da população da cidade. Durante a guerra, unidades partidárias da “Jędruś”, Exército Nacional e Batalhões Camponeses estavam ativas na área.
- 1942 - extermínio da comunidade judaica. Dos quase 5 mil judeus, 1.000 morreram durante a marcha e o restante, no campo de extermínio.
- Agosto de 1944 - ocupação de Staszów pelo Exército Vermelho, criação da linha de frente próximo de Staszów; 80% dos edifícios da cidade, incluindo a histórica igreja do Espírito Santo em Staszów, foram destruídos no bombardeio aéreo.
- Janeiro de 1945 - ocupação das terras de Staszów durante a ofensiva de janeiro pelo Exército Vermelho.
- 1945 - Fundação do clube esportivo Przyczółek.
- Novembro de 1946 - eletrificação de Staszów.
- 1954 - Staszów volta a ser uma cidade distrital.
- 1970 - desenvolvimento da cidade relacionado à descoberta de depósitos de enxofre em Grzybów, perto de Staszów.
- 1971 - a construção de uma usina de energia em Połaniec estimulou o desenvolvimento da cidade.
- 1975 - mudança da divisão administrativa, como resultado da qual Staszów, como cidade e comuna, foi transferida para a voivodia de Tarnobrzeg.
- Novembro de 1980 - estabelecimento da Comissão Temporária de Coordenação do NSZZ “Solidarność” “Ziemia Staszowska” sob a liderança de Józef Małobęcki - coordenando as atividades das Comissões de Trabalho do NSZZ “Solidarność” na cidade e arredores.
- 13 de dezembro de 1981 - no dia em que a lei marcial foi declarada, os ativistas do NSZZ “Solidarność” de Staszów foram presos: Józef Małobęcki, Andrzej Ptak, Bolesław Kozłowski, Zygmunt Bratkowski.
- 1982 - quatro estudantes de uma escola de engenharia mecânica são presos e condenados a três a quatro anos de prisão por fazerem e pendurarem na praça do mercado desenhos referentes ao encarceramento de ativistas sindicais e às divisões da Polônia; os condenados são posteriormente anistiados.[20]
- 1 de março de 1997 - surgiu o primeiro site sobre Staszów.[21]
- 1 de janeiro de 1999 - introduzida uma nova divisão administrativa do país, como resultado da qual Staszów se tornou uma cidade-condado, pertencente à voivodia de Santa Cruz.

### Exército

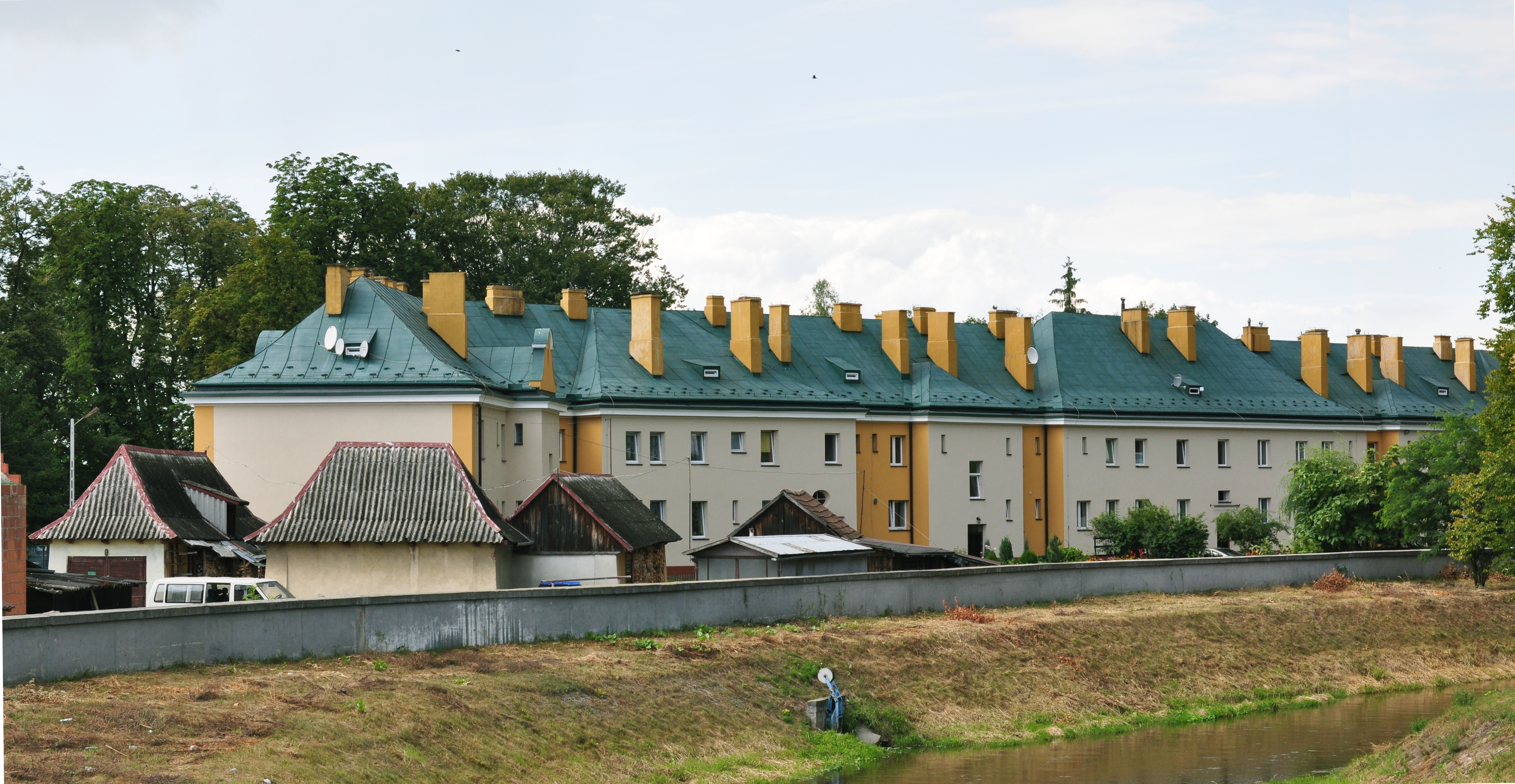
Antiga casa dos oficiais no quartel

Em 1803, o 62.º Regimento de Infantaria austríaco estava estacionado em Staszów.
Após o fim da guerra com a Áustria, em 1809, o 1.º Regimento de Rifles Montados foi estacionado em Staszów e em seus arredores. O regimento ficou estacionado em Staszów até abril de 1811. No período do Ducado de Varsóvia, as funções do comandante da praça de Staszów eram desempenhadas pelo capitão Karol Madaliński.
Entre 1903 e 1914, o 40.º Regimento russo de Dragões da Malorússia estava estacionado em Staszów.
Após a reconquista da independência, a primeira unidade do exército polonês a ser organizada em Staszów foi a 5.ª Divisão de Artilharia Montada. Em julho de 1919, a 1.ª bateria da 5.ª DAK foi enviada a Staszów para reorganização e reabastecimento. A bateria permaneceu em Staszów até 27 de outubro, quando foi enviada para Włocławek por transporte ferroviário, tornando-se parte da Frente pomerana que ocuparia a Pomerânia de Gdansk, concedida à Polônia pelo Tratado de Versalhes. A bateria foi então equipada com 4 canhões, 2 metralhadoras e 14 carrinhos. Em agosto de 1919, a 2.ª bateria do 5.º DAK também foi organizada em Staszów. Ela foi formada com base na bateria montada do capitão Jerzy Golikow, formada em janeiro de 1919 durante os combates na Ucrânia. O comando do 5.º DAK também foi organizado em Staszów. O capitão Józef Klukowski foi nomeado comandante do 5.º DAK. Após estar pronta para o combate, a 2.ª bateria, juntamente com o comando do 5.º DAK, foi enviada em 25 de junho de 1920 para Rivne, onde foi designada para a 3.ª Divisão de Infantaria da Legião.
Outra unidade enviada para Staszów foi o esquadrão de reserva do 2.º Regimento de Uhlans, sob o comando do major Aleksander Rowiński, transferido em agosto de 1920 de Tomaszów Lubelski. O esquadrão foi transferido em 3 de abril de 1921 para a nova guarnição em Suwałki.
Em 25 de julho de 1921, o comando do 24.º regimento de lanceiros, juntamente com o 1.º e o 2.º esquadrões de lanceiros, chegou a Staszów vindo de Dębica. O regimento ficou estacionado em Staszów até 4 de abril de 1922, quando foi transferido para Kraśnik devido às péssimas condições de acomodação.
Em agosto de 1922, o 1.º Batalhão do 2.º Regimento de Infantaria da Legião foi destacado de Pińczów para Staszów. O batalhão tinha o objetivo de treinar novos quadros para o Corpo de Proteção de Fronteiras (KOP). Após um treinamento de cinco meses, os soldados foram transferidos para os regimentos do KOP: “Wołożyn”, “Sarny” e “Czortków”, bem como para a Escola Central de Suboficiais do KOP em Osowiec. Muitos deles morreram nas batalhas contra o Exército Vermelho em 17 de setembro, na defesa de seus guardas e nas batalhas do agrupamento do KOP do general Wilhelm Orlik-Rückemann. Seus túmulos também estão localizados em Katyn, Carcóvia e em muitos outros lugares da antiga União Soviética.
Em setembro de 1939, o 1.º Batalhão era comandado pelo major Józef Kopecki. Após reunir reservistas nas proximidades do quartel no rio Czarna, o batalhão partiu para Sandomierz em 28 de agosto de 1939. O batalhão foi carregado em trens e transportado com os outros batalhões para as proximidades de Belchatow. O 1.º Batalhão passou por toda a campanha de setembro do 2.º Regimento de Infantaria da Legião, sofrendo pesadas perdas. O comandante da 2.ª Companhia, o tenente-residente Artur Radziwill, o último proprietário da cidade vizinha de Rytwiany, foi morto perto de Ołtarzew.

## Divisão administrativa

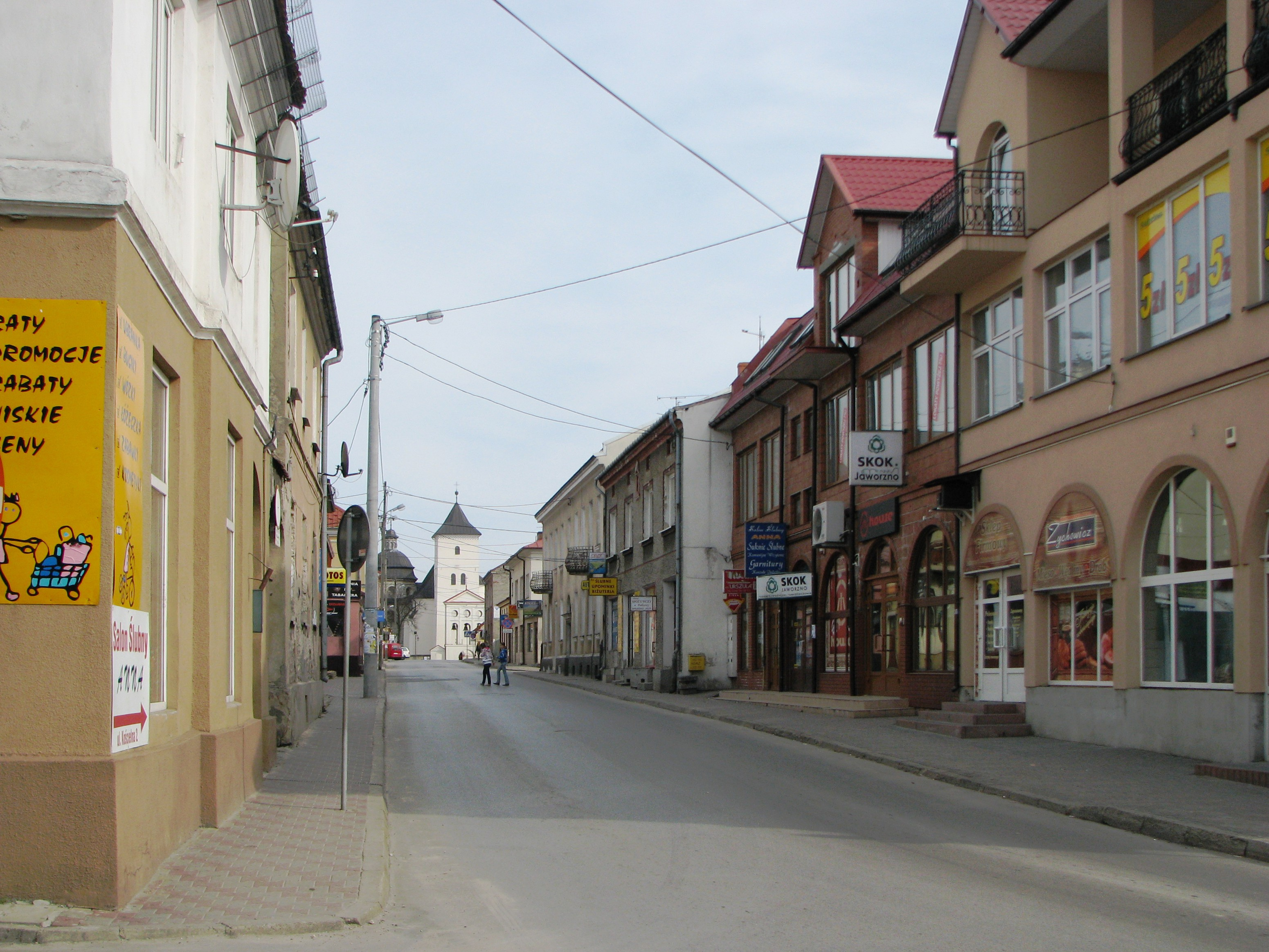
Cidade Velha, rua Kościelna

Abaixo, as partes integrantes da cidade de Staszów.

| Nome      | Tipo            |
| --------- | --------------- |
| Adamówka  | parte da cidade |
| Golejów   | parte da cidade |
| Łazienki  | parte da cidade |
| Maleniec  | parte da cidade |
| Piekło    | parte da cidade |
| Pipała    | parte da cidade |
| Pluskawa  | parte da cidade |
| Pocieszka | parte da cidade |
| Radzików  | parte da cidade |
| Staszówek | parte da cidade |

## Toponímia
O nome Staszów vem do nome pessoal Stanisław. Nos séculos XIII e XIV, o nome tinha a forma diminutiva Stasz.
Acredita-se que o nome do assentamento pode ter se originado do nome de seu primeiro proprietário, que, segundo fontes históricas de 1345, era Stasz Kmiotko.

## Símbolos da cidade
O atual brasão de armas foi concedido à cidade em 1959 por uma resolução do Conselho Nacional Municipal. Ele representa o brasão de armas da nobreza Korab, ou seja, um navio dourado com uma torre de mastro em um fundo vermelho, e deriva do brasão de Hieronim Łaski, o proprietário de Staszów, que obteve os direitos municipais para ele em 11 de abril de 1525.

## Arquitetura e urbanismo

### Traçado urbano
Staszów foi construída segundo o modelo das cidades fundadas sob a Lei de Magdeburgo, com uma praça de mercado planejada, prefeitura no meio e ruas perpendicularmente divergentes. Esse traçado sobreviveu até hoje.

### Arquitetura
Na cidade, há edifícios construídos a partir de elementos pré-fabricados de concreto, que se concentram principalmente nos conjuntos habitacionais: Norte e Leste, bem como edifícios tipicamente unifamiliares nas seguintes partes da cidade: Oględowska, Ogrody, Golejów, Staszówek, Małopolskie, Na Stoku, Radzików. O centro histórico é dominado por sobrados e edifícios residenciais e de serviços compactos.

#### Monumentos históricos

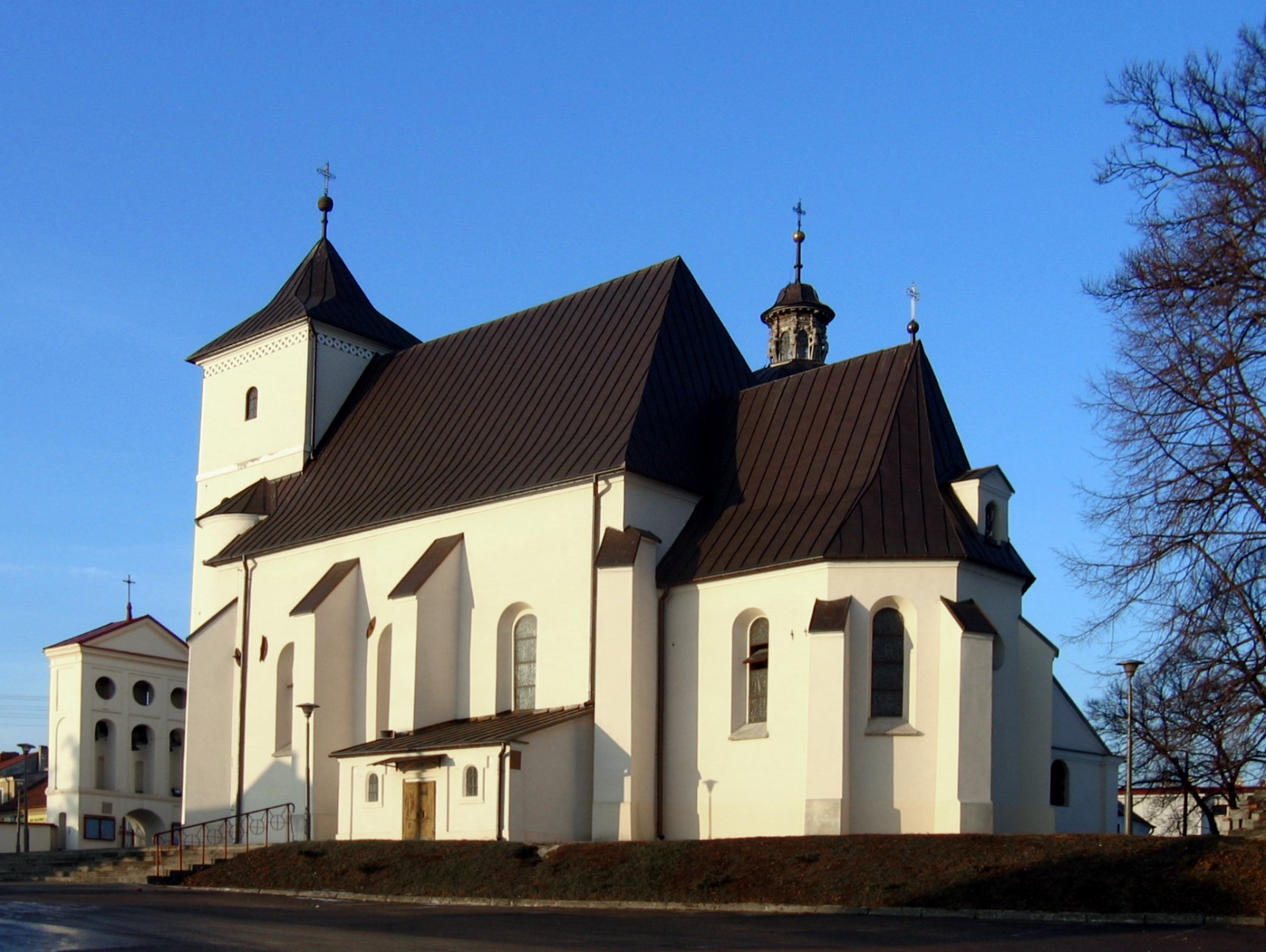
Igreja de São Bartolomeu

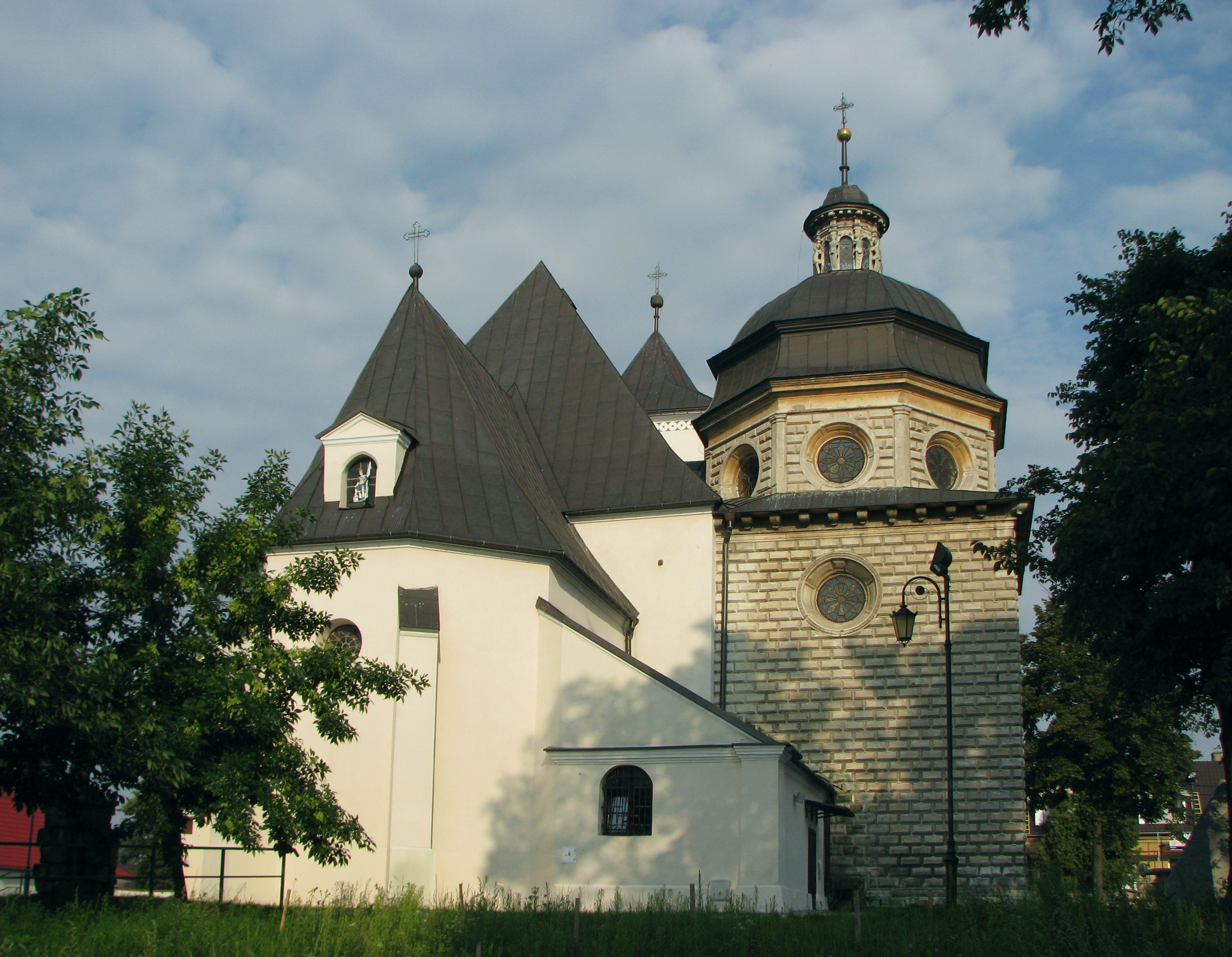
Capela Tęczynski na igreja de São Bartolomeu

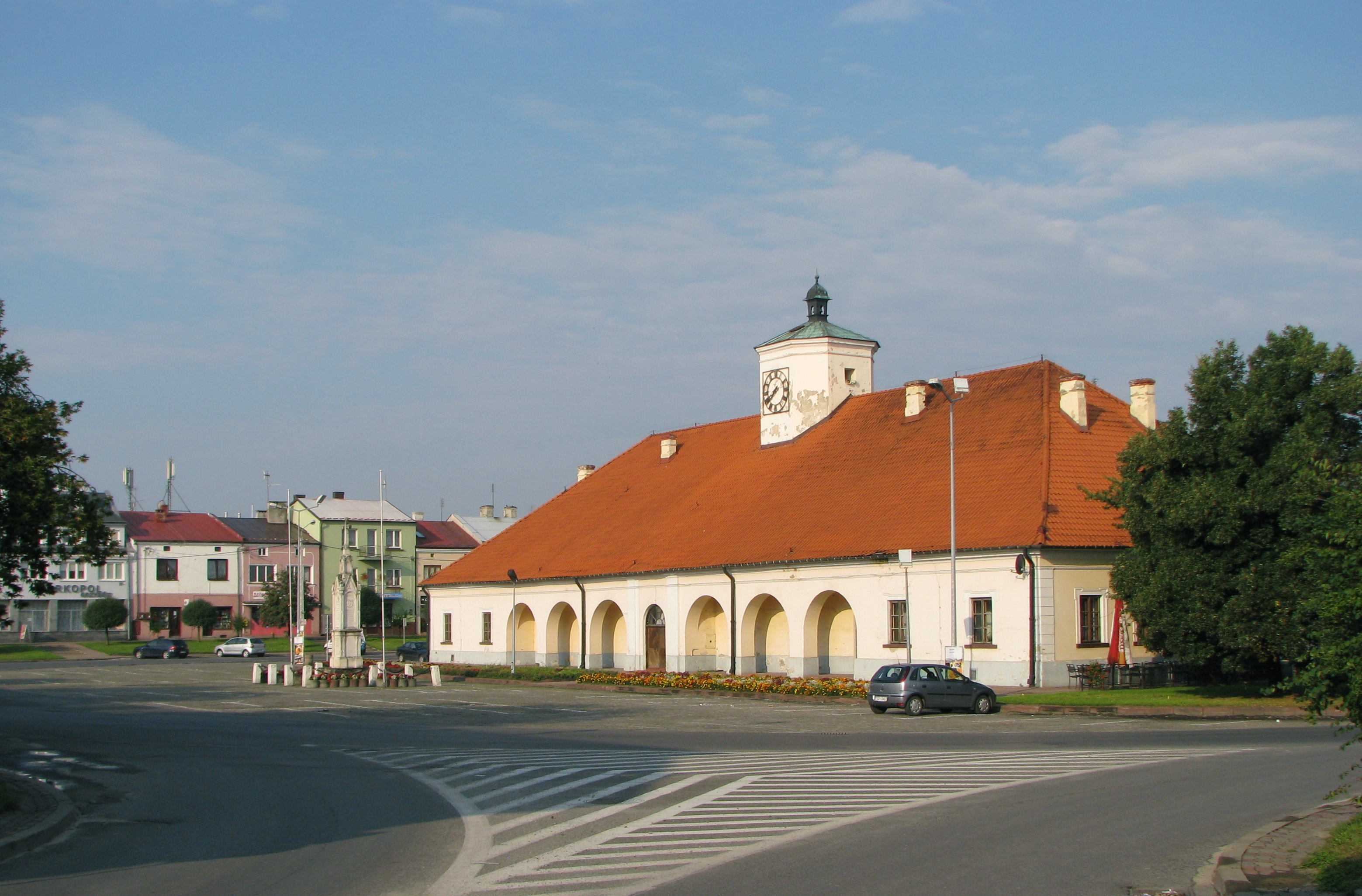
Prefeitura e fachada sul da praça principal

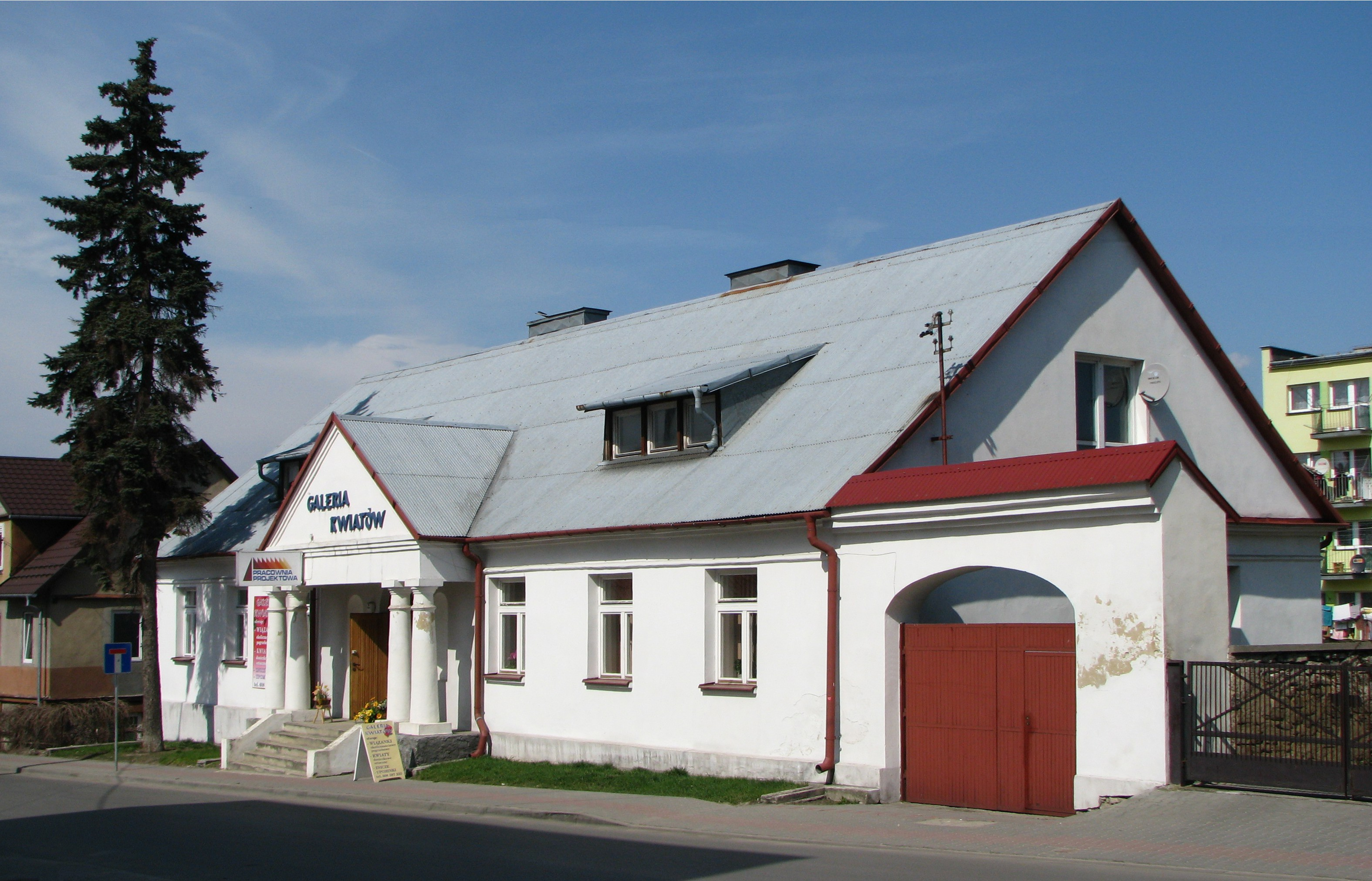
Mansão do século XIX na rua Leste

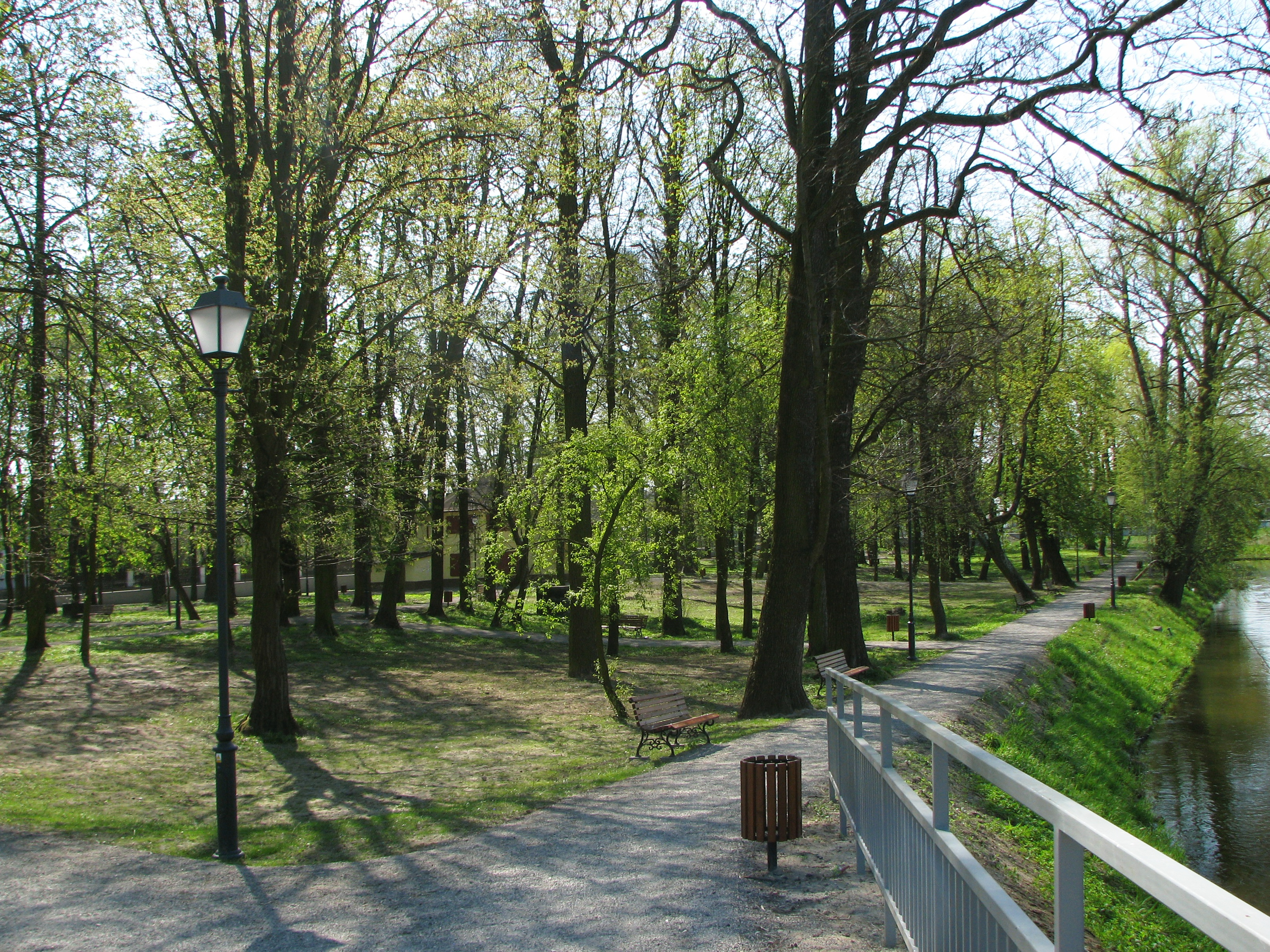
Parque da Legião de 1886

A cidade sofreu muita destruição em sua história, tanto por incêndios quanto por batalhas travadas durante as guerras. Os seguintes edifícios sobreviveram até os dias atuais:
- Complexo da igreja de São Bartolomeu:
  - Igreja paroquial de São Bartolomeu. A igreja de madeira foi incendiada pelos tártaros em 1241.[26] Em seu lugar, uma igreja de tijolos em estilo gótico foi construída em 1342–1343. A fundadora da igreja foi Dorota Tarnowska, herdeira de Staszów. Ela está voltada para o oeste, com a entrada principal e o altar a leste. Uma torre foi acrescentada ao lado oeste em 1610 e uma capela de Nossa Senhora do Rosário foi acrescentada ao lado norte em 1613–1623. Outra reconstrução ocorreu em 1625, quando novas abóbadas e divisões foram feitas e o interior foi alterado. O retábulo principal é do barroco tardio, com o Cristo Crucificado. A igreja é cercada por um muro antigo e um portão com uma torre sineira a oeste. A igreja foi restaurada em 1972 e novamente em 1990, quando as paredes e o teto foram cobertos com pinturas coloridas. O templo foi amplamente reformado entre 2005 e 2009.
  - Capela de Nossa Senhora do Rosário (ao lado da igreja de São Bartolomeu) — um monumento de primeira classe, fundado pelos Tęczyńskis em 1613. Essa capela sepulcral representa a corrente moderada do maneirismo chamada Cracóvia-Pińczów, referindo-se à tradição do arquiteto italiano Santi Gucci. A capela foi construída em um plano quadrado, coberto por uma cúpula com uma lanterna, octogonal por fora e circular por dentro. A impressão de uma abóbada alta é reforçada pela leve inclinação das paredes. O altar principal rococó da capela data da segunda metade do século XVIII.
  - Campanário e presbitério (na Igreja de São Bartolomeu) datam de 1825. O campanário foi construído por volta de 1892 em estilo clássico, no eixo da fachada da igreja. O primeiro andar consiste em um portal com arcadas, o segundo andar é decorado com três arcadas e o terceiro andar, encimado por um pilar triangular, tem três aberturas circulares. O maior dos três sinos foi fundido por Wiktor Bagiński em 1842 em Cracóvia.[8] O campanário foi restaurado em 1998. O prédio do antigo presbitério, localizado ao sul da igreja, é de um andar, de tijolos, de planta retangular.
  - Cemitério próximo à igreja de São Bartolomeu, fechado.
- A histórica Praça do Mercado, no centro da cidade antiga, tem um traçado irregular. Os sobrados ao redor, do século XVIII, com portões com arcadas características, foram construídos por August Aleksander Czartoryski. Os mais bem preservados são os sobrados na parede leste do quadrilátero da praça do mercado. Elas têm porões abobadados e portões de passagem com arcadas. Alguns dos outros sobrados foram destruídos ou substancialmente reconstruídos.
- Prefeitura, situada no meio da praça. A prefeitura foi construída em 1783 em estilo classicista pelo então proprietário da cidade, o duque August Aleksander Czartoryski. A Prefeitura é um prédio de tijolos, de um único andar, com eixo norte-sul. Em 1861, durante a restauração do edifício, a torre no meio do telhado de quatro águas foi rebaixada. A Prefeitura é simétrica, construída em um plano retangular. As elevações leste e oeste são decoradas com arcadas na parte central. Desde sua construção até a Segunda Guerra Mundial, o edifício tinha somente funções comerciais e de serviços. Atualmente, ele abriga um restaurante.[29]
- Casa do século XIX na rua Wschodnia.
- Parte mais antiga do cemitério paroquial católico romano, datada do século XIX. O cemitério foi fundado em 1862.
- Parque da Legião — parque municipal fundado em 1886.
- Casas de um andar do início do século XIX ao longo das ruas Kościelna, Wschodnia, Krakowska e Parkowa.
- Capela de São João Nepomuceno, de 1848, está localizada em uma colina na rua Opatowska. Foi construída uma antiga sepultura em forma de monte.[30]
- Mansão dos Caçadores, do final do século XIX, na rua Krakowska. A mansão formava um todo com o atual parque da cidade, com um gazebo no centro do parque. O gazebo estava se deteriorando sem uso há décadas e só foi reformado na década de 1990 para ser usado como cafeteria. Depois de alguns anos, a cafeteria foi fechada. O prédio ficou vazio e se deteriorou. Na virada de 2012 e 2013, o prédio do parque passou por uma ampla reconstrução e reforma. A Câmara de Comércio de Staszów e a Fundação Farm instalaram seus escritórios no edifício.

Na rua Parkowa, havia um antigo celeiro da virada dos séculos XVIII e XIX, transferido para o museu ao ar livre em Tokarnia, perto de Kielce, em junho de 1981.
Na rua Krakowska, onde hoje se encontra o prédio do cinema fechado, ficava a igreja de São Jorge. A igreja foi construída no início do século XIX para o exército russo estacionado em Staszów. O prédio representava o estilo neobizantino.
Uma sinagoga, construída no século XIX, costumava ficar na rua Piłsudskiego, onde agora fica o prédio do Distrito Starosty em Staszów. O prédio se deteriorou após a destruição da comunidade judaica durante a Segunda Guerra Mundial e suas ruínas foram demolidas em 1952.

#### Monumentos e memoriais nacionais

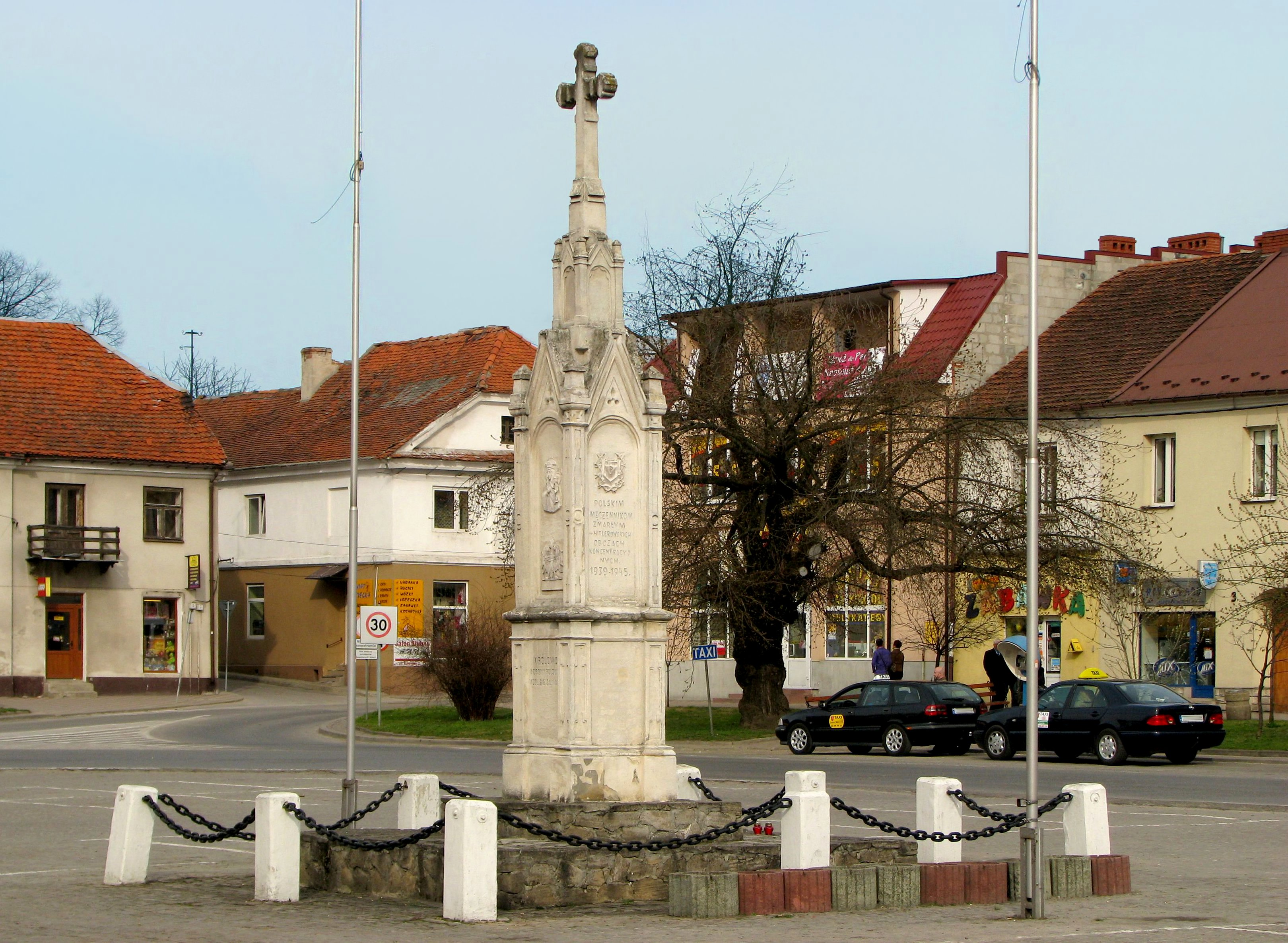
Monumento a Tadeusz Kościuszko

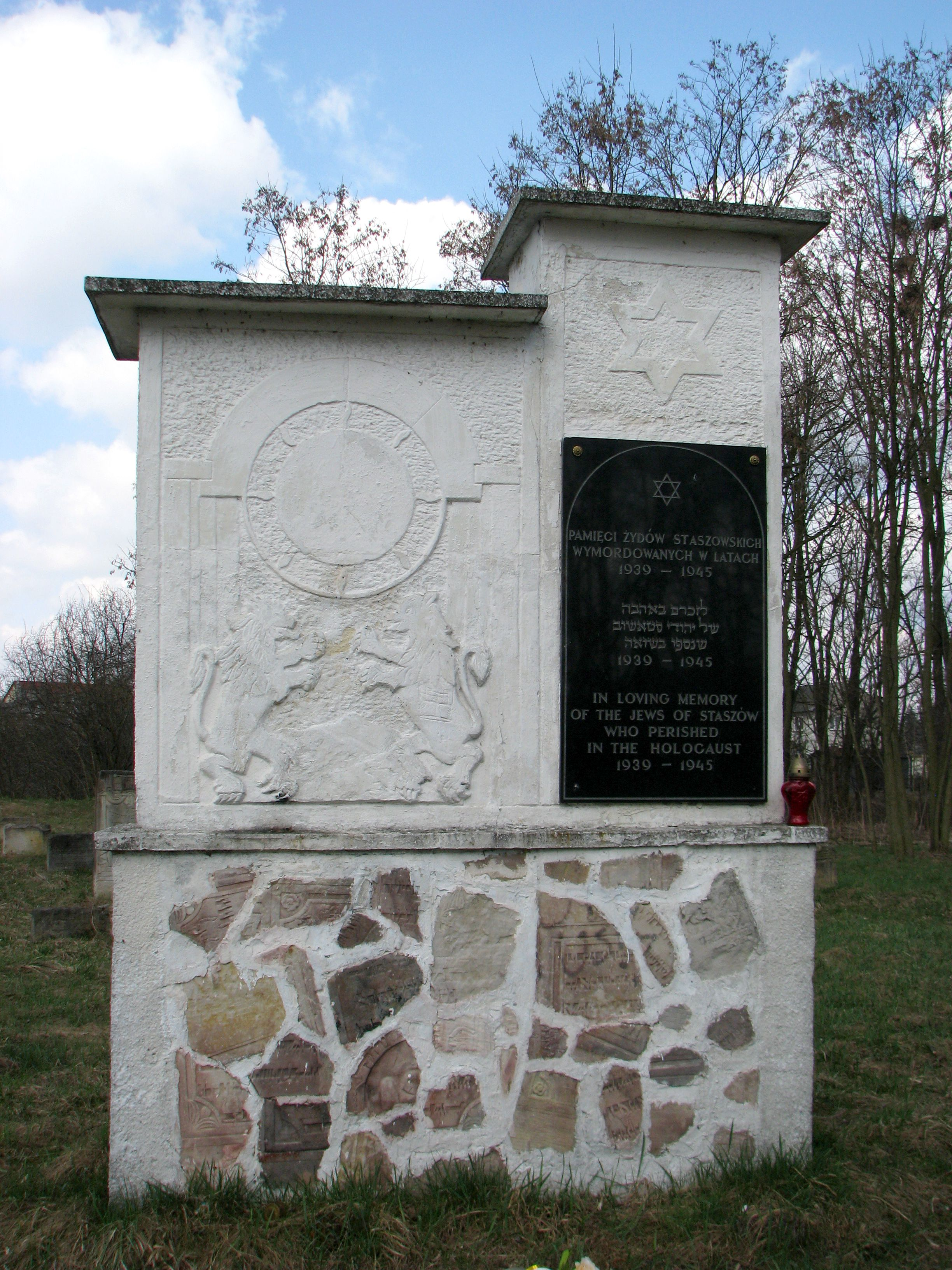
Memorial às vítimas do Holocausto

- Túmulo dos heróis da Revolta de Janeiro, localizado no antigo cemitério próximo à igreja de São Bartolomeu. Em um pedestal de pedra, há uma cruz de ferro com uma figura de Cristo crucificado.
- Monumento a Tadeusz Kościuszko — o monumento foi reconstruído e movido várias vezes. Foi erguido em 1864, após o fim da Revolta de Janeiro, como um sinal de gratidão ao czar Alexandre pela emancipação dos camponeses. Originalmente, ficava em uma praça no lado oeste da praça do mercado, perto da saída da rua Opatowska. Os desfiles do regimento de cavalaria do czar, estacionado em Staszów até a Primeira Guerra Mundial, eram realizados ali.[31] Em 1917, no 100.º aniversário da morte de Tadeusz Kościuszko, o propósito do monumento foi alterado e um medalhão de metal com a imagem de Kościuszko e uma inscrição em sua homenagem foi instalado no lugar da placa principal. Durante a Segunda Guerra Mundial, os alemães removeram o monumento e o colocaram na saída da rua Krakowska, onde permaneceu até 1964. Durante essas realocações, o monumento sofreu danos. Em 1981, por iniciativa do Comitê de Coordenação da “Terra de Staszow” NSZZ “Solidariedade”, ele foi erguido novamente perto da prefeitura, no lado leste, onde permanece até hoje.
- Monumento ao extermínio dos judeus de Staszów — inaugurado em novembro de 1992, no 50.º aniversário do Holocausto, no cemitério judeu de Staszów restaurado.
- Monumento aos soldados do exército polonês — inaugurado em setembro de 1989 no cemitério paroquial católico.[32] No túmulo sob o monumento estão as cinzas de 31 soldados poloneses desconhecidos mortos em Staszów em 1939.
- Monumento “Milênio 2000” — inaugurado em novembro de 2000 em frente ao prédio do escritório da cidade e da comuna.
- Placas comemorativas do Holocausto — há duas placas no prédio do escritório do condado de Staszów na rua Piłsudskiego. Uma delas comemora a sinagoga que ficava nesse local. A outra placa é uma homenagem aos habitantes da área de Staszów que salvaram judeus durante a Segunda Guerra Mundial.
- Placa em homenagem ao ensino secreto — inaugurada em outubro de 1989 no saguão da Escola Primária n.º 1. Foi criada por iniciativa dos professores locais e do Sindicato dos Professores poloneses. Ela presta homenagem aos professores que morreram durante os combates e aos participantes do ensino secreto organizado durante a Segunda Guerra Mundial.[32]
- Placa dedicada ao duque August Czartoryski — inaugurada em 2 de outubro de 1992, no 210.º aniversário da morte de Czartoryski. Ela está localizada na parede sul da Prefeitura.[31]
- Placa dedicada a Hieronim Łaski — inaugurada em setembro de 1996, no 500.º aniversário de seu nascimento. Está pendurada na parede do corredor da Prefeitura.[33]
- Placa dedicada a Józef Piłsudski — inaugurada em 2006. Pendurada na parede sul da Prefeitura.
- Placa comemorativa da reconquista da independência — inaugurada em 11 de novembro de 2008, no 90.º aniversário da reconquista da independência da Polônia. Localizada na parede sul da Prefeitura.
- Estátua do Cristo Doloroso[34] (ou Cristo Misericordioso[35][36]) — localizada em frente à igreja de São Bartolomeu. A estátua original data do século XVII (fontes dizem 1676[34][35]). Quando ela não era mais adequada para restauração, foi feita uma nova e atual.

### Vegetação urbana

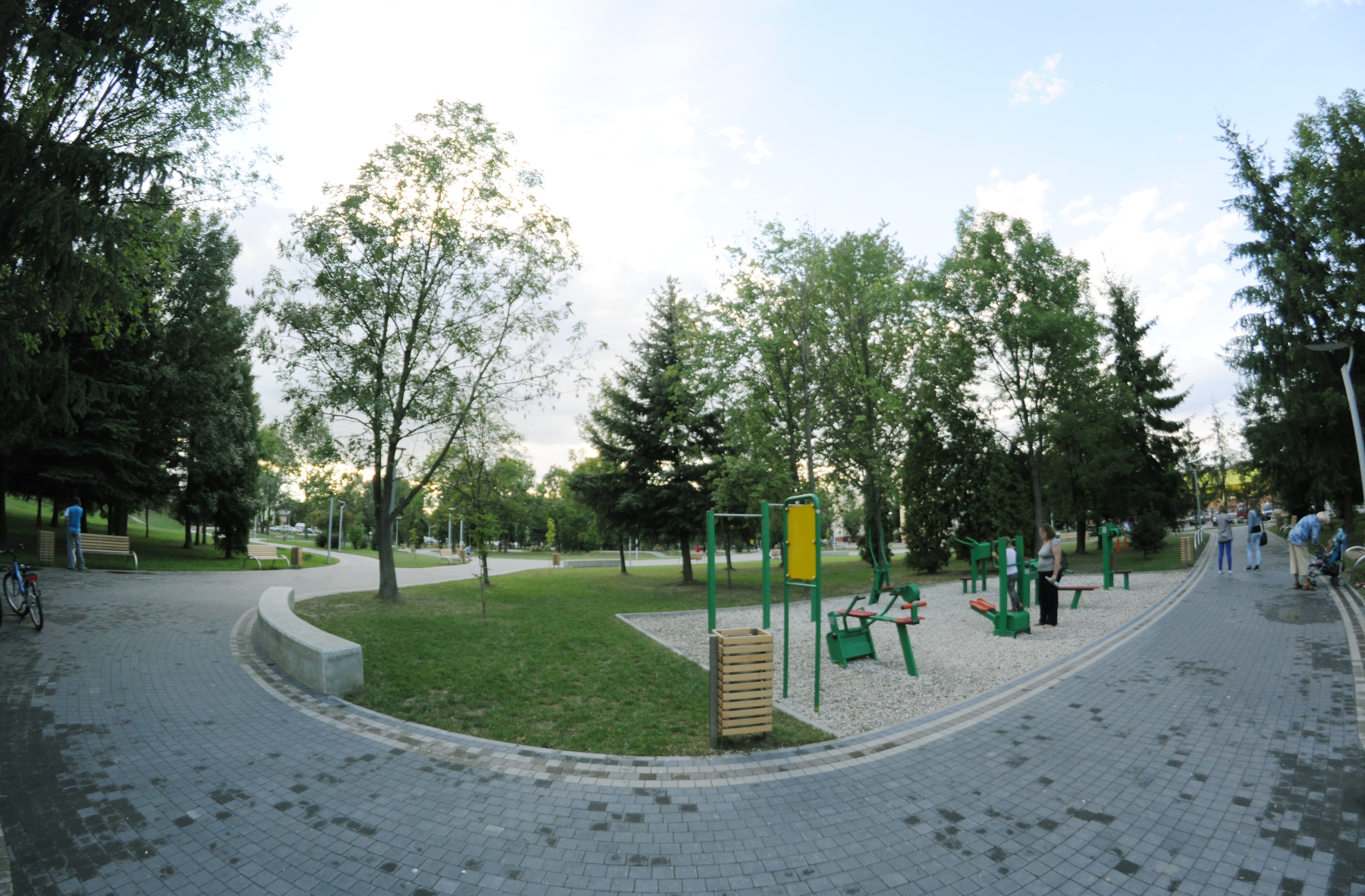
Parque Adam Bień

- Parque da Legião — um parque histórico do século XIX, fundado em 1886[37] na margem do rio Czarna Staszowska, está localizado na rua Parkowa, entre a Cidade Velha, o conjunto habitacional Oględowska e Staszówek. Em 2010, o parque foi reformado, incluindo a restauração do traçado original dos caminhos.[38] Em 15 de dezembro de 2016, o Conselho Municipal de Staszów, por iniciativa da Associação Cultural de Staszów, adotou uma resolução para nomear o parque como “Parque da Legião”. A escolha do nome foi motivada pelo fato de que o 1.º Batalhão do 2.º Regimento de Infantaria das Legiões esteve estacionado em Staszów entre 1923 e 1939.
- Parque Adam Bień — um parque localizado entre a Cidade Velha e o conjunto habitacional Norte.
- Parque municipal dos mineiros de enxofre - um parque recreativo e esportivo localizado entre os conjuntos habitacionais “Ogrody” e “Wschód”.[39]
- “Zalew nad Czarną” — uma área entre o rio Czarna Staszowska, o canal do moinho e a rua Piłsudskiego e os prédios do corpo de bombeiros. Ela cobre uma área de aproximadamente 4 ha, incluindo um reservatório de 1,4 ha. Arrumado e ajardinado em 2010 como parte de um investimento encomendado pelo município e pela prefeitura.[38]

## Demografia
Conforme os dados do Escritório Central de Estatística da Polônia (GUS) de 31 de dezembro de 2024, Staszów é uma cidade pequena com uma população de 13 463 habitantes (9.º lugar na voivodia de Santa Cruz e 312.º lugar na Polônia), tem uma área de 26,9 km² (8.º lugar na voivodia de Santa Cruz e 220.º lugar na Polônia) e uma densidade populacional de 501 hab./km² (14.º lugar na voivodia de Santa Cruz e 594.º lugar na Polônia). Entre 2002–2024, o número de habitantes diminuiu 15,0%.
Os habitantes de Staszów constituem cerca de 19,77% da população do condado de Staszów, constituindo 1,16% da população da voivodia de Santa Cruz.
| Descrição                         | Total      | Total    | Mulheres   | Mulheres | Homens     | Homens   |
| --------------------------------- | ---------- | -------- | ---------- | -------- | ---------- | -------- |
| unidade                           | habitantes | %        | habitantes | %        | habitantes | %        |
| população                         | 13 463     | 100      | 7 054      | 52,4     | 6 409      | 47,6     |
| área                              | 26,9 km²   | 26,9 km² | 26,9 km²   | 26,9 km² | 26,9 km²   | 26,9 km² |
| densidade populacional (hab./km²) | 501        | 501      | 262,5      | 262,5    | 238,5      | 238,5    |

## Economia

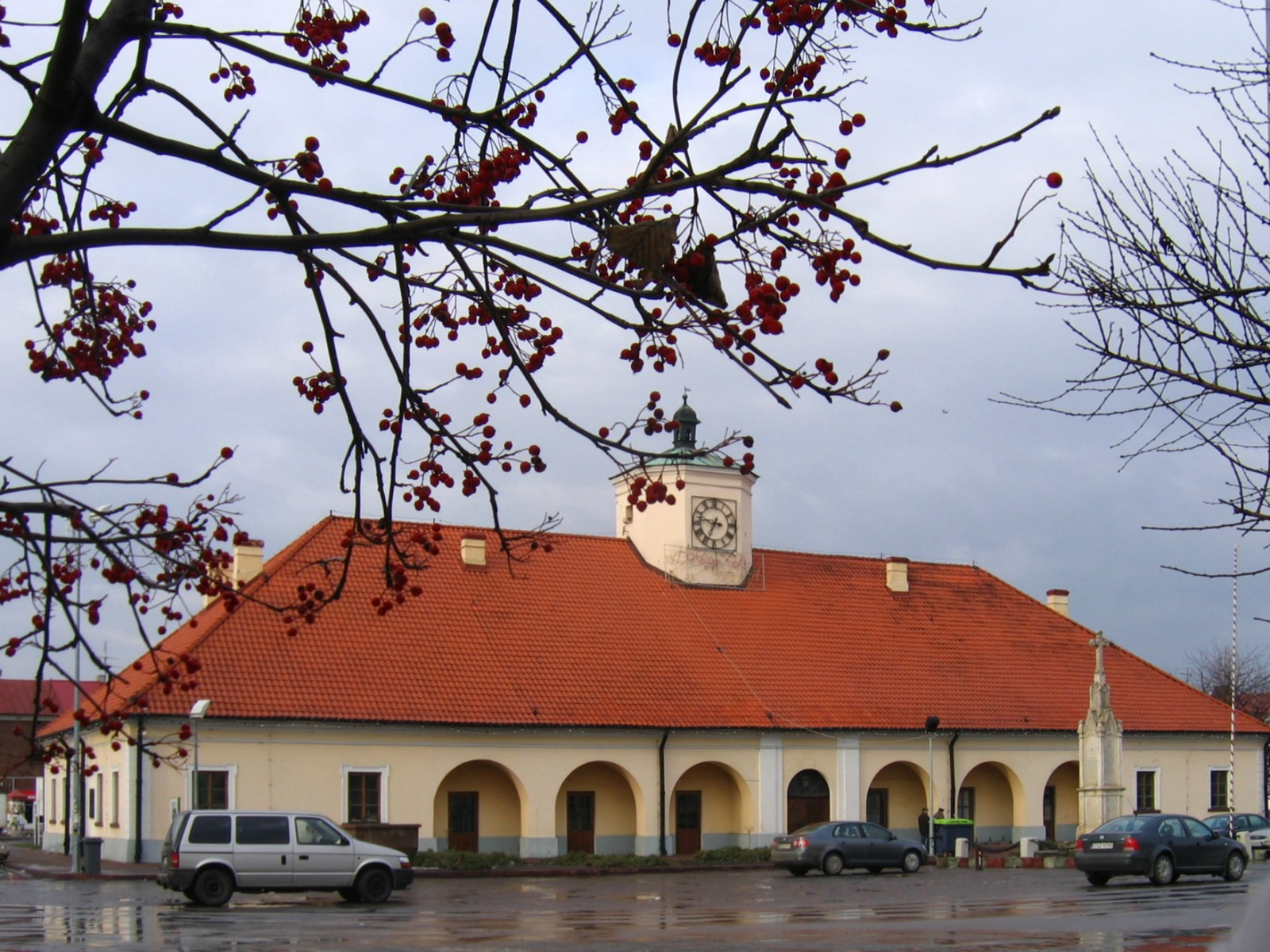
Prefeitura no centro da praça principal

Não havia indústria pesada na área de Staszów e em seus arredores. Staszów era principalmente um centro de comércio (feiras e mercados) e uma sede de artesanato (por exemplo, tecelagem, sapataria, alfaiataria, cerâmica). Já em 1555, foi criada uma guilda de tecelagem, o primeiro privilégio dos artesãos de Staszów. Em 1621, foram aprovados os estatutos das guildas de peleiros, alfaiates e chapeleiros. A partir de 1635, foi concedido um privilégio à guilda de ferreiros, ceramistas, seleiros, fabricantes de cordas, funileiros, espadachins, ourives e fabricantes de selas. Em 1648, foi concedido um privilégio à guilda dos fabricantes de tecidos, em 1655, à guilda dos sapateiros e, em 1670, à guilda dos oleiros.
Na segunda metade do século XVIII, houve o desenvolvimento do setor de tecidos. A manufatura de tecidos contava com várias dezenas de oficinas na época, e vários tipos de tecidos eram produzidos com base na lã importada do sul do país (a manufatura foi fechada no final do século). Nessa época, foi instalada uma oficina de fabricação de sabres que produzia os chamados sabres Staszówka, sabres famosos em toda a Polônia. Naquela época, a olaria ficou famosa pela produção de cachimbos, os chamados cachimbos de Istambul, exportados principalmente para os mercados orientais. Também foi inaugurada uma fábrica de cobre, processando a matéria-prima húngara em chapas de metal e caldeiras. A fábrica sobreviveu até 1870. Nos anos seguintes, o círculo de artesãos se expandiu e passou a incluir relojoeiros, serralheiros, padeiros, açougueiros, moleiros, carpinteiros, tanoeiros, fabricantes de fogões e vidraceiros.
Como resultado das partilhas da Polônia, Staszów foi isolada das áreas do sul do país e entrou em declínio econômico. No início do século XIX, restavam somente algumas oficinas de cortinas. Foi somente na virada do século XX que a cidade experimentou um leve renascimento econômico. Duas fábricas de refrigerantes, uma fábrica de papel, uma cervejaria e dois moinhos de água foram instalados. Uma gráfica de Staszów foi colocada em operação. Os artesãos de Staszów, especialmente açougueiros e sapateiros, voltaram a ser importantes. Em 1937, foi criada a Cooperativa dos Sapateiros “Lech”.
O período após a Segunda Guerra Mundial foi uma época de estagnação, que também foi causada pelo fechamento do comércio privado. Foi somente na década de 1960 que houve um renascimento econômico, época em que as seguintes organizações estavam ativas:
- Associação de Artesanatos Diversos, que remonta ao século XVII.
- Cooperativa de Laticínios do Distrito (assumida na década de 1990 pela Cooperativa de Laticínios do Distrito de Bidzina - funcionou até cerca de 2007).
- Cooperativa de sapateiros “Zryw”.
- Cooperativa de trabalhadores “Wumet”, que fabricava produtos de metal (fechada em 1989).
- Cooperativa dos inválidos “Jedność”, produzindo peças automotivas e produtos de metal, enfeites para árvores de Natal, velas para lápides, acessórios para construção, estantes (fechada em 2000).
- Empresa Municipal e de Habitação (desde 1995, Empresa Municipal e de Habitação na Comuna de Staszów z o.o.).
- Mina de enxofre em Grzybów, na década de 1980, o enxofre era consumido por 18 países de todo o mundo, o dissulfeto de carbono era comprado por 14 países europeus (transformada na década de 1980 em Kopalnie i Zaklady Chemiczne Siarki “Siarkopol” em Grzybów, depois, no início do século XXI, comprada pela Grupa Azoty), a filial em Grzybów produz dissulfeto de carbono, a filial perto de Osiek extrai enxofre local.
- Cooperativa de reparos e construção “Budomont” (fechada em 2003).

Em anos posteriores, foram criadas as seguintes unidades:
- Filial da PKS (1970, Empresa Estatal de Transportes Automotivos, atualmente PKS Staszów).
- Empresa de Vestuário “Modar”.
- Empresa de Vestuário “Vistula” (depois “Best” e finalmente “Vestio” — liquidada na virada de 2008/2009).
- Fábrica da indústria de couro “Asco” (fechada no início da década de 1990).
- Fábricas de vidro com sede em Staszów e Grzybów.
- Processamento de peixe Aquen 3.

A Câmara de Comércio de Staszów, que reúne empresários do condado de Staszów, concede prêmios anuais a empresas que fazem uma contribuição especial para o desenvolvimento econômico da área de Staszów na forma de estatuetas — Staszów Stambułki.

## Infraestrutura

### Transporte
Transporte rodoviário
Três estradas provinciais passam pela cidade:
- Estrada provincial n.º 757 (Opatów — Staszów — Stopnica)
- Estrada provincial n.º 764 (Kielce — Staszów — Połaniec — Mielec)
- Estrada provincial n.º 765 (Chmielnik — Staszów — Osiek)

Serviços de ônibus
Em janeiro de 1970, foi criada a filial de Staszów da PKS (então Transporte Motorizado Estatal). A PKS em Staszów começou a operar como uma empresa independente em 1990. A partir de 1999, passou a operar como uma empresa de responsabilidade limitada de propriedade do Ministro da Fazenda do Estado. Em 2012, ela foi comunalizada. A estação de trem estava inicialmente localizada na Praça do Mercado, de onde foi transferida no início da década de 1970 para a praça entre o rio Czarna Staszowska e a rua K. Świerczewskiego (agora rua Piłsudskiego). Em 1980, uma nova rodoviária construída ao lado da estação ferroviária no sul da cidade, na rua Krakowska, foi colocada em uso. Devido à necessidade de alugar a estação da ferrovia, seu uso foi interrompido em 2009. A estação foi transferida para o antigo local da PKS nas proximidades.
Transporte ferroviário

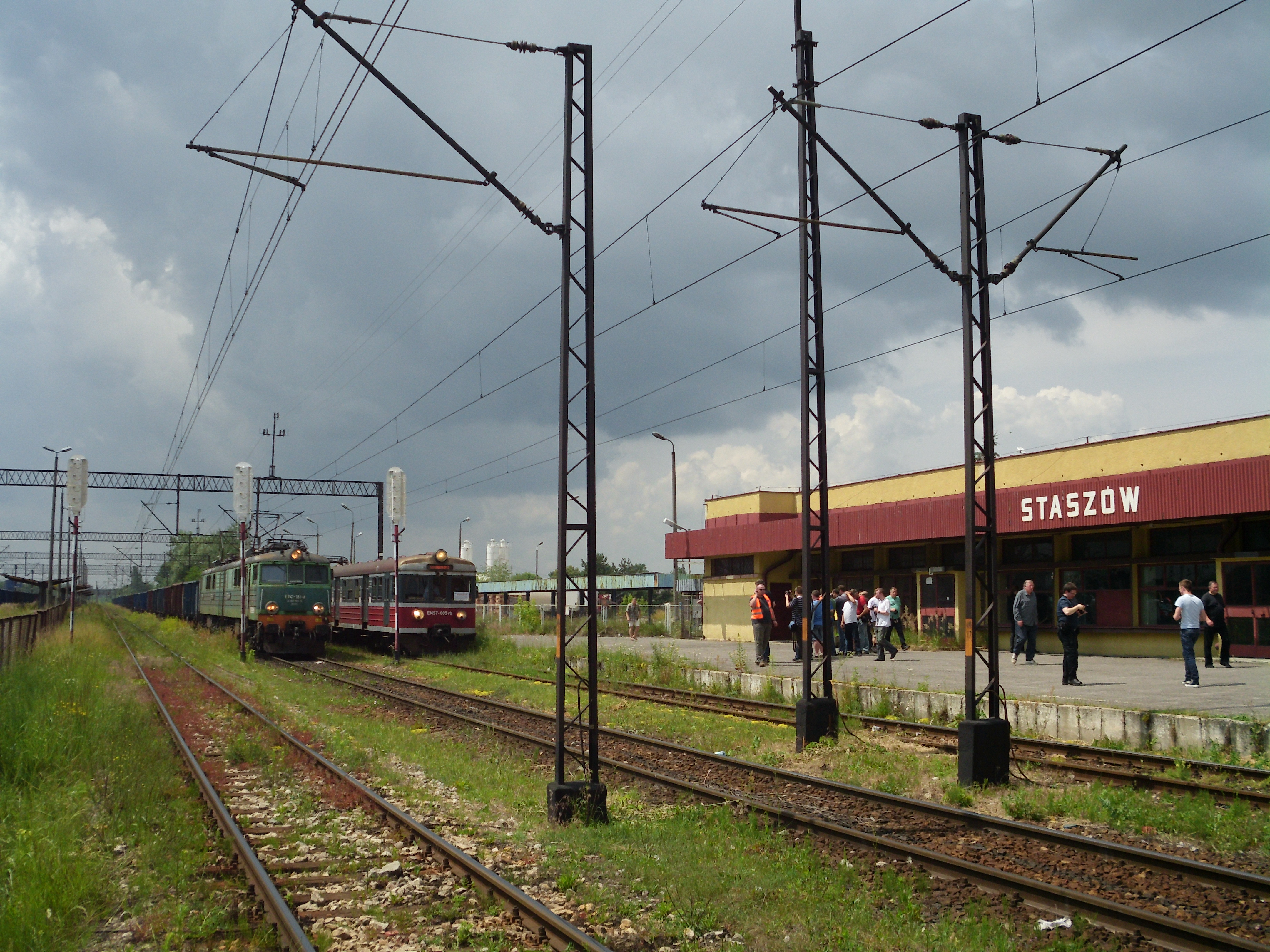
EN57 (perto da plataforma) na estação de Staszów (2012)

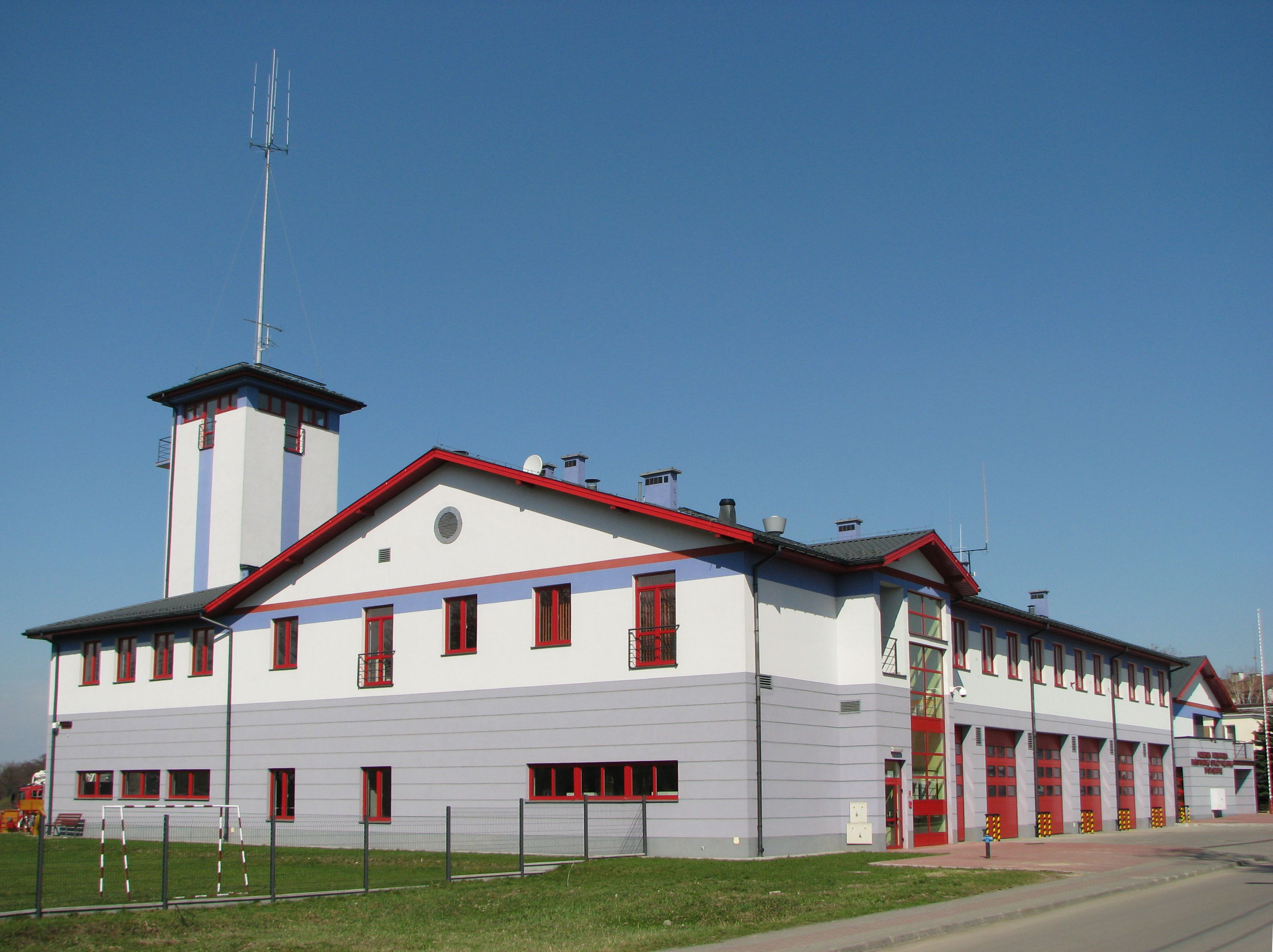
Posto de bombeiros do quartel-general distrital

A cidade tem um entroncamento ferroviário de linhas de bitola normal (Kielce — usina de energia em Połaniec, Staszów-Chmielów serve a mina de enxofre em Osiek) e uma estação de mercadorias de uma linha de bitola larga (Linha Metalúrgica-Enxofre). Uma linha ferroviária de bitola estreita também passava pela cidade.
Heliponto
Em 3 de outubro de 2012, foi inaugurado um heliponto sanitário na rua Listopada, 11.
Aproximadamente 20 km a sudeste da cidade, o campo de pouso de helicópteros Połaniec está em operação.

### Segurança
- Quartel-general distrital do Corpo de Bombeiros Estatal em Staszów — uma unidade organizacional de proteção contra incêndios que faz parte da administração do governo no condado de Staszów. Entre 2004 e 2007, um novo prédio foi construído para esse fim na rua Parkowa.[45]
- Brigada de Bombeiros Voluntários.
- Sede da polícia distrital em Staszów. Entre 2012 e 2013, um novo prédio foi construído para a Delegacia de Polícia de Staszów na rua Armii Krajowej, 10.
- Inspetoria Distrital de Controle de Construção em Staszów.

### Saúde
Os seguintes estabelecimentos de saúde operam em Staszów:
- Complexo Público Independente de Instituições de Saúde (SPZZOZ) - hospital distrital fundado em 1975. Em 5 de outubro de 2010, foi inaugurado o Laboratório de Tomografia Computadorizada.[46]
- Estação Sanitária e Epidemiológica da Área.
- Instituição de saúde pública independente municipal e comunal em Staszów.
- Clínica distrital.
- Inspetoria veterinária distrital.
- Centro de tratamento ambulatorial particular.
- Instituição de saúde particular “Centro Médico”.
- Ambulatório Psicológico e Pedagógico Público em Staszów — fundado em 1 de fevereiro de 1974 em virtude de uma decisão do Inspetor Escolar em Staszów como um Ambulatório Educacional e Vocacional, transformado em 28 de setembro de 1993 por uma decisão do Superintendente de Educação em Tarnobrzeg em um Ambulatório Psicológico e Pedagógico em Staszów. Desde 1 de janeiro de 1999, o centro de aconselhamento é administrado pelo condado de Staszów.

## Cultura
Instituições culturais:
- Biblioteca Pedagógica

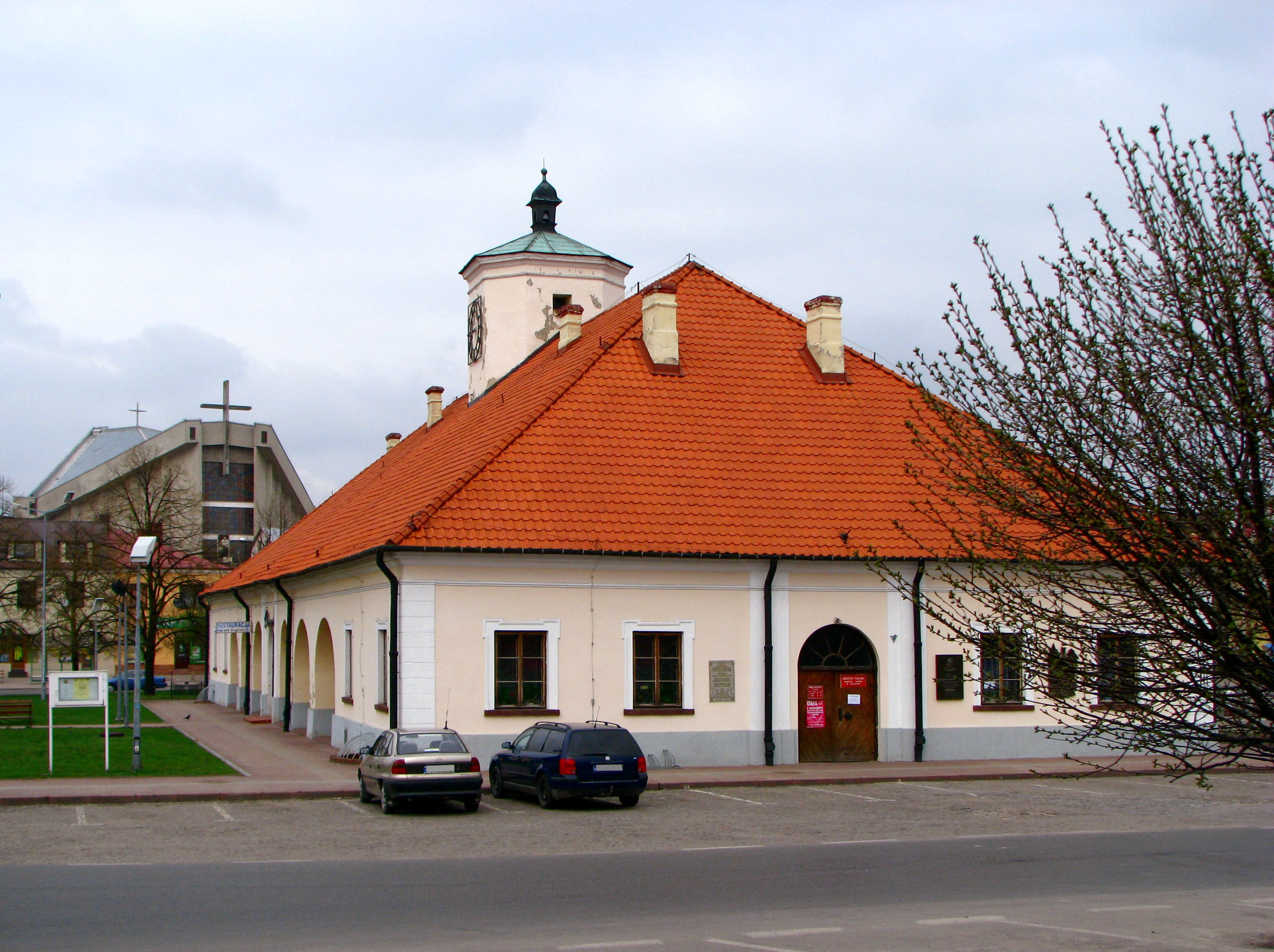
Até 2019, a sede da Biblioteca Municipal

- Biblioteca pública com uma sala de leitura
- Museu da Terra de Staszów
- Centro de Música Social
- Centro Cultural de Staszów
- Associação Cultural de Staszów

Até 2006, o cinema “Syrena” também funcionou.

### Biblioteca pública
A Biblioteca Pública da Cidade e Comuna de Staszów foi fundada em 4 de novembro de 1906. A biblioteca abrange a cidade e a comuna de Staszów e administra 5 filiais rurais; ela também atua como uma biblioteca distrital. Sua sede até 2019 era a histórica prefeitura no centro da cidade. Em 2019, a biblioteca foi transferida para os prédios modernizados da antiga escola primária n.º 3 na rua Szkolna.

### Centro Cultural
A vida cultural da cidade e dos arredores está centrada principalmente no Centro Cultural Staszów, fundado em fevereiro de 1967 com o nome de Centro Cultural Distrital. Em 1975, depois que Staszów deixou de ser uma cidade do condado, passou a se chamar Centro Cultural Municipal e Comunal e, em 1983, tornou-se o Centro Cultural Distrital, adotando seu nome atual em 1999. O Clube de Fantasia “GEA”, fundado em 1984, funcionava no SOK. Entre 1980 e 2000, havia também um clube de esperanto. Seu fundador, A. Sochacki, organizava anualmente, com o SOK, os Dias de Esperanto de Staszów, que atraíam convidados de todo o mundo, inclusive dos Estados Unidos, Alemanha, Brasil, Canadá e Itália.
O Centro Cultural Staszów abrigava, entre outros, o Clube de Jogos de Interpretação de Personagens “Arcanum”, o Clube “Jovens Exploradores” e uma seção do Conjunto dos Cavaleiros da Terra de Staszów. O Chorągiew consistia em uma equipe de combate de infantaria, uma Irmandade Trinitária, uma equipe de artilharia, uma equipe de laço e um conjunto de dança antiga “Flores Terrae Stassowiensis”. Os Cavaleiros participavam anualmente da reconstituição da Batalha de Grunwald, representando a voivodia de Santa Cruz com outras irmandades.
A SOK também administra três creches em vilarejos.

### Associação Cultural
Em maio de 1981, por iniciativa do Dr. Maciej Zarębski e Adam Bień, foi fundada a Sociedade Cultural Staszów, que contribuiu, entre outras coisas, para a criação do Museu da Terra de Staszów, o funcionamento da Escola de Música Comunitária e o início da série de publicações da Biblioteca Staszów. Essa série incluía a publicação de muitos títulos relacionados à história, à vida cultural da cidade e ao trabalho de seus habitantes. Entre outros, foram publicadas as poesias de Wiesław Kot, as memórias da guerra de Adam Bień e outros, e as obras de Jan Lechicki.

### Museu da Terra de Staszów
O museu tem várias exposições permanentes: pinturas e esculturas de artistas de Staszów, geologia da região de Staszów, artesanato de Staszów, seção de numismática, “Jędrusie” na região de Staszów, Judaica de Staszów, gravuras antigas. Atualmente, o museu está sob os cuidados do Centro Cultural Staszów.

### Mídia local
Televisão
- Lokalna.TV

Rádio
- Rádio Staszów, sediada no escritório da cidade e da comuna em Staszów. A rádio transmitiu de 2 de novembro de 2009 até o final de 2010.

Imprensa
- Echo Dnia.[47] Filial em Staszów.
- Tygodnik Nadwiślański.[48]

Periódicos
- “Monitor Staszowski”. Revista do governo local,[49] publicada no escritório da cidade e da comuna em Staszów desde 1993. ISSN 1232-6895.
- “Goniec Staszowski”. Revista sociocultural da Terra de Staszów publicada pela Sociedade Cultural de Staszów desde março de 1990.[50] ISSN 1232-6976.
- “Powiat Staszowski”. A revista do Conselho e da Diretoria do Condado de Staszów.[51] ISSN 1641-8212.

## Educação
Escolas de ensino fundamental

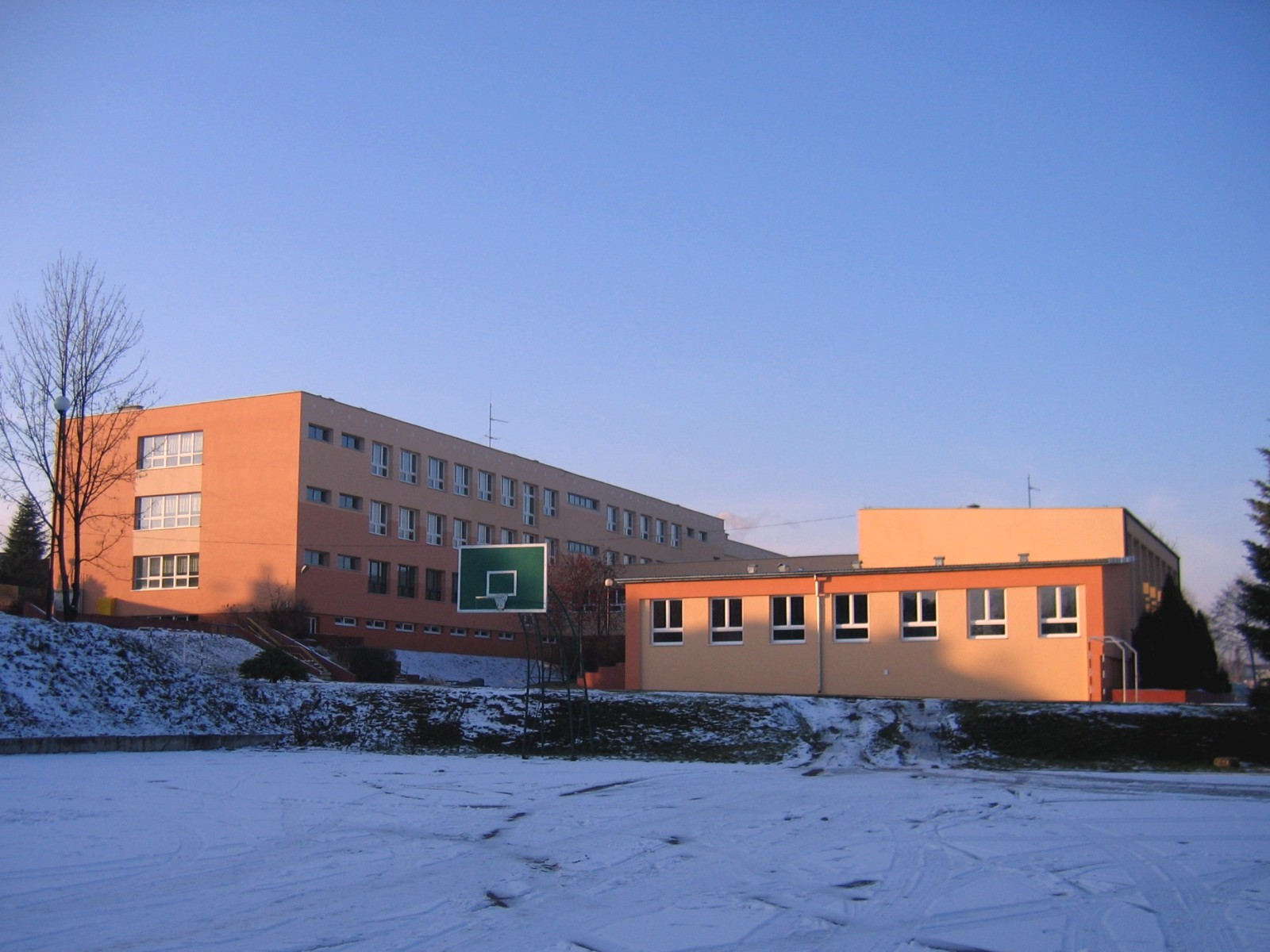
Escola de ensino fundamental n.º 1

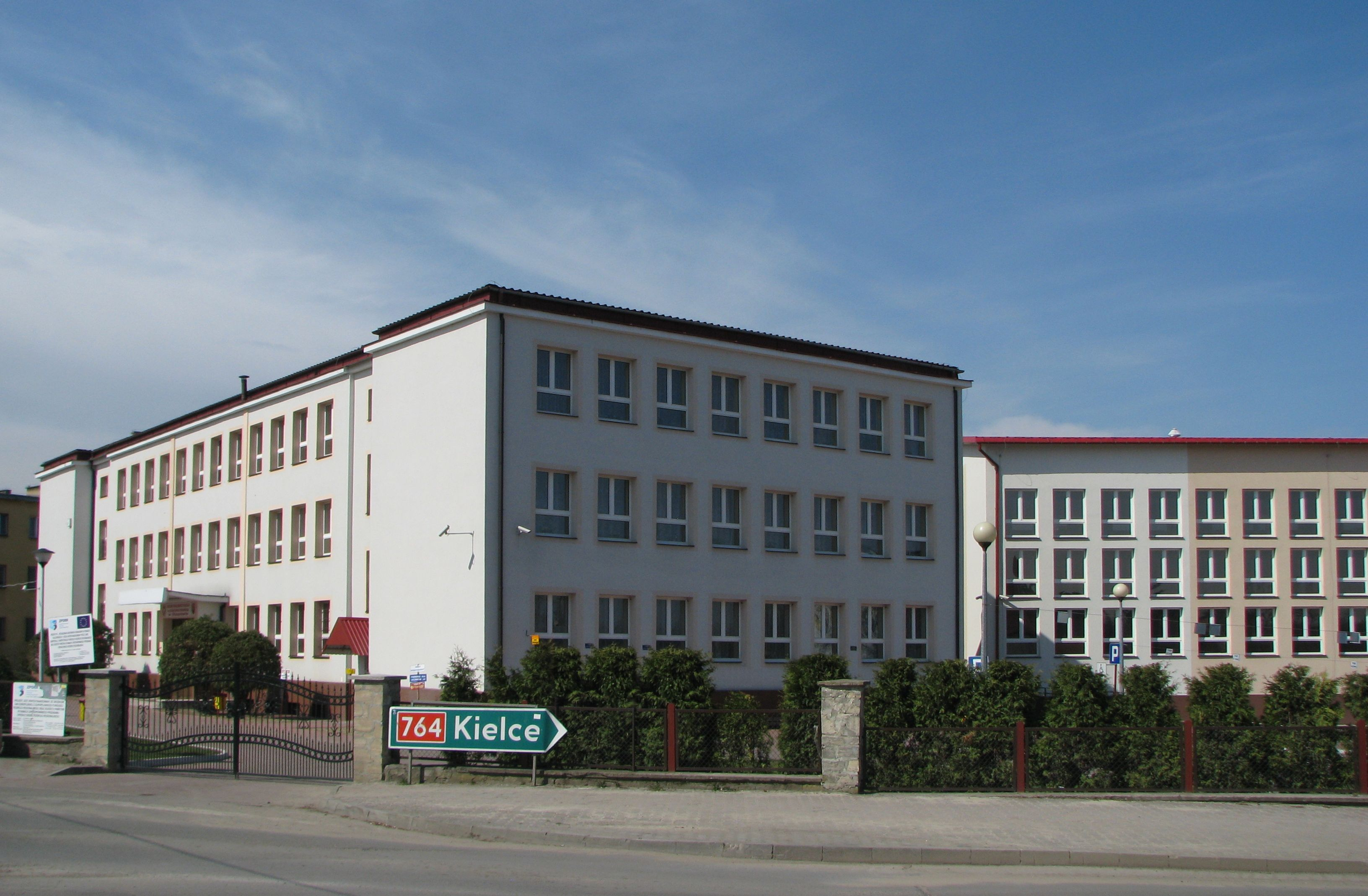
Escola de Ensino Médio Cardeal Stefan Wyszyński

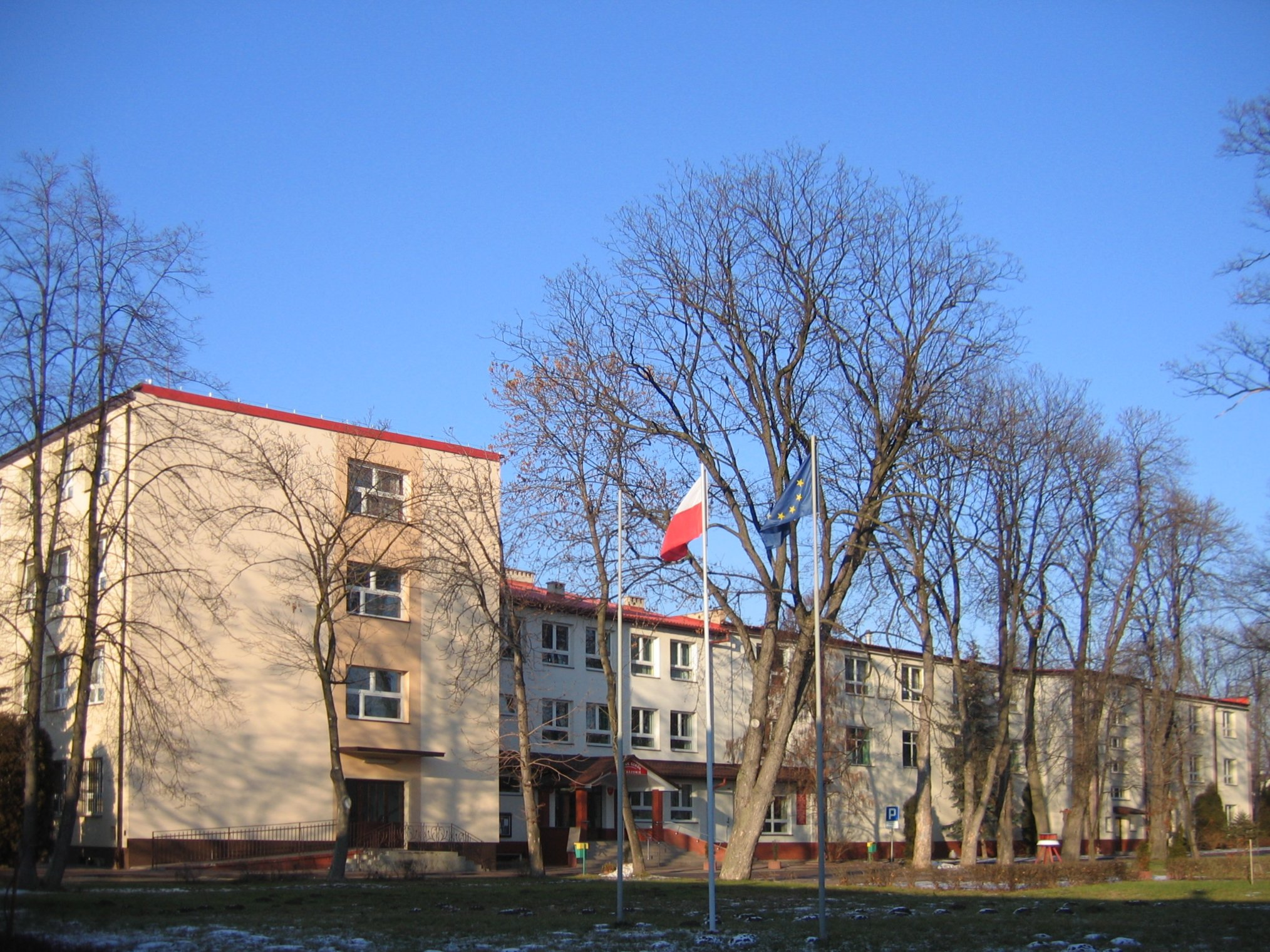
Complexo Escolar Stanisław Staszic

- Complexo de Instituições de Ensino – Escola Primária Pública n.º 1 e Jardim de Infância Tadeusz Kościuszko,[52]
- Complexo de escolas — Escola primária pública n.º 2 Ignacy Jan Paderewski[53]
- Escola Primária Pública n.º 3 Hieronim Łaski.[54]

Escolas secundárias e vocacionais
- Escola de Ensino Médio Cardeal Stefan Wyszyński.[55]
- Complexo de Escolas de Economia João Paulo II.[56]
- Complexo Escolar Stanisław Staszic[57]

Ensino superior
- Universidade Jan Kochanowski em Kielce[58] — o Centro de Ensino de Staszów está funcionando desde outubro de 2009. Antes disso, desde outubro de 1992, funcionava como a Faculdade de Administração e Gerenciamento de Staszów, Centro de Educação da Escola Superior de Pedagogia em Kielce.[27]

No passado, também funcionou:
- O Centro de Educação da Universidade de Economia de Cracóvia (atualmente Universidade de Economia). As aulas foram ministradas a partir de outubro de 2004.[27]

## Esporte e recreação

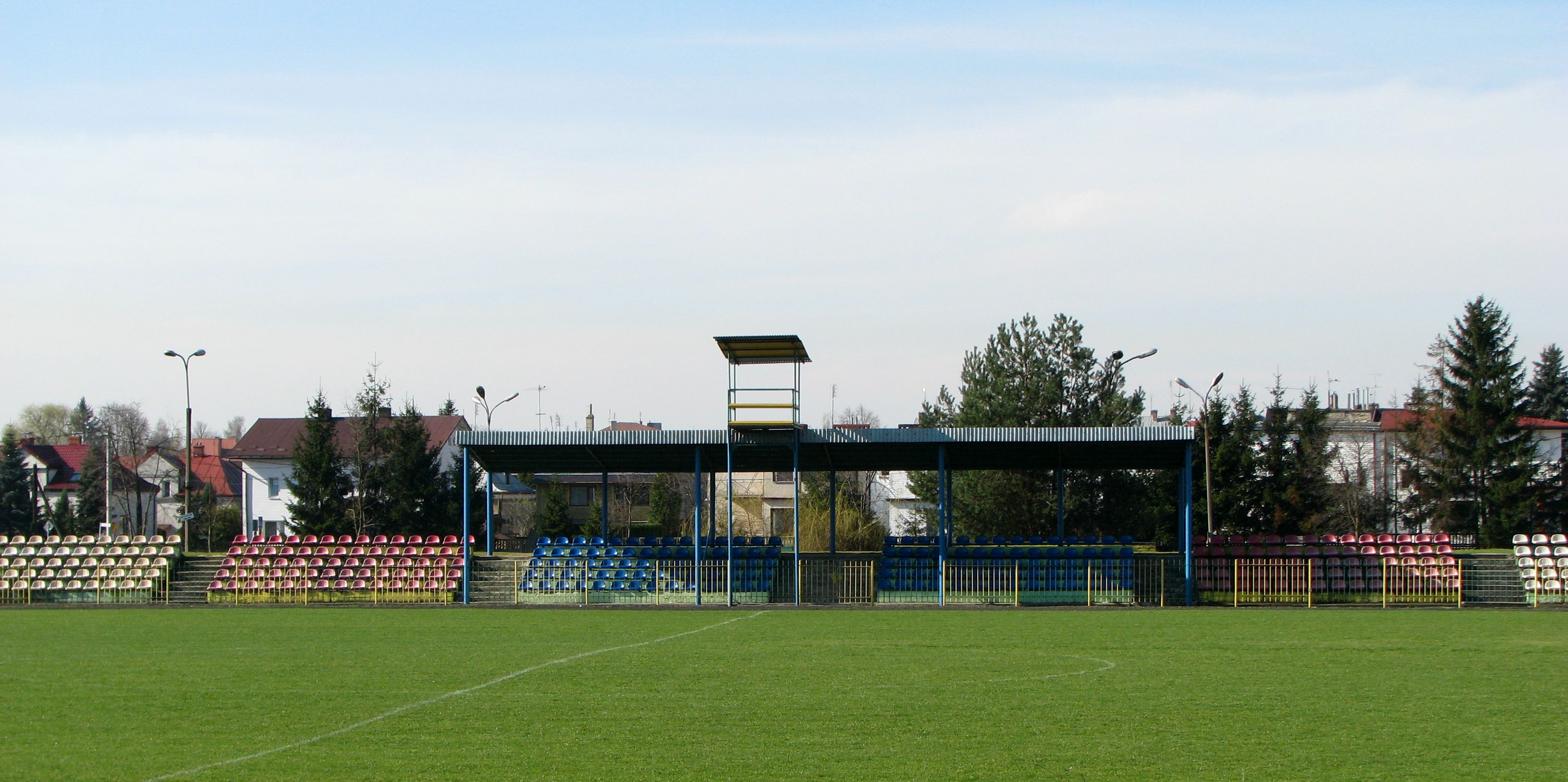
Estádio de futebol Olimpia Pogoń

A  trilha verde para caminhadas de Chańcza a Pielaszów passa pela cidade.
As florestas que cercam a cidade podem ser percorridas em bicicletas ou caminhadas na temporada em busca por cogumelos.
Um dos lagos da Floresta Golejowskie — Duży Staw, localizado a 4 km do centro e a 1 km da estrada provincial n.º 765, tem instalações recreativas na forma de piscinas abertas, aluguel de equipamentos aquáticos, restaurantes e acomodações.
Recreação
- Clube esportivo KORAB OSiR Staszów (terceira divisão de handebol masculino),
- Clube Esportivo Olimpia Pogoń Staszów (futebol masculino da IV liga),[59]
- Clube de Tiro Niedźwiadek,
- Círculo de caça,
- Círculo n.º 7 da Associação Polonesa de Pescadores,
- Clube de Karatê Kyokushin,
- Estádio esportivo (2 campos de grama para futebol, campo de voleibol),
- Centro esportivo distrital (salão esportivo completo com um auditório com assentos fixos — 310 assentos, piscina coberta com um auditório com assentos fixos — 287 assentos).

## Comunidades religiosas
Ao longo dos séculos, a área foi habitada por seguidores de várias religiões, além dos católicos — Irmandade polonesa (arianos), calvinistas, greco-católicos, ortodoxos e judeus. Eles construíram igrejas, congregações, capelas e sinagogas.

### Igreja Católica

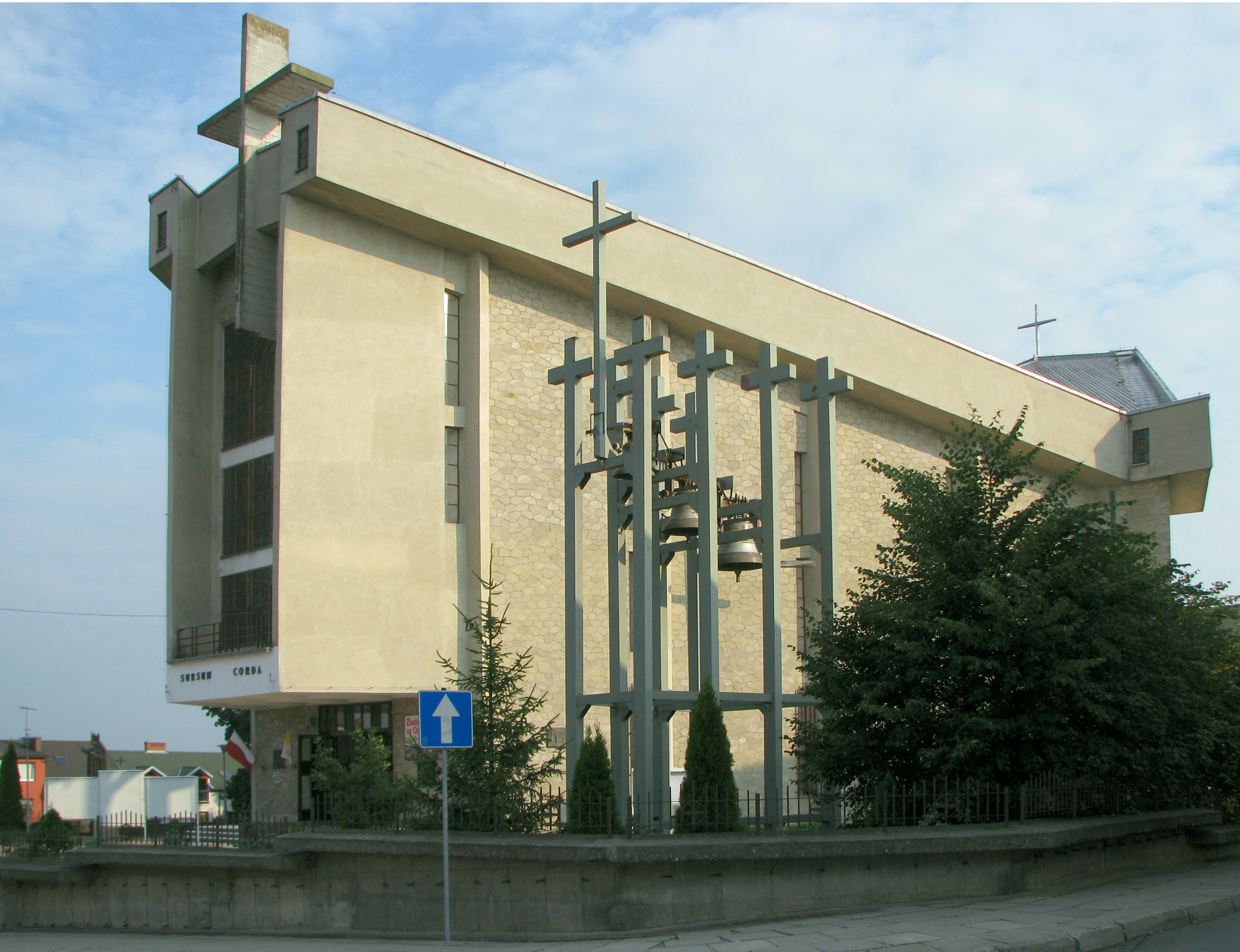
Igreja do Espírito Santo

Staszów é dominada pela religião católica romana de rito latino, e há duas paróquias: a paróquia de São Bartolomeu, com duas igrejas: a igreja paroquial de São Bartolomeu e a igreja do Espírito Santo, e a paróquia de Santa Bárbara, com a igreja paroquial de Santa Bárbara.

### Comunidade judaica

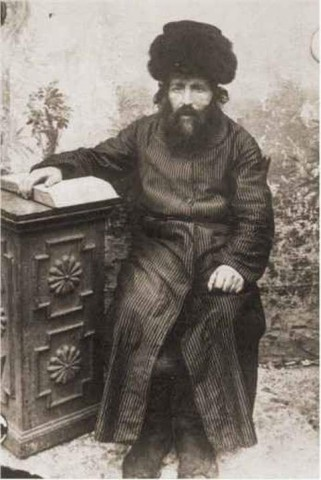
Yisrol (Szyldewer, chassídico e pregador), início do século XX

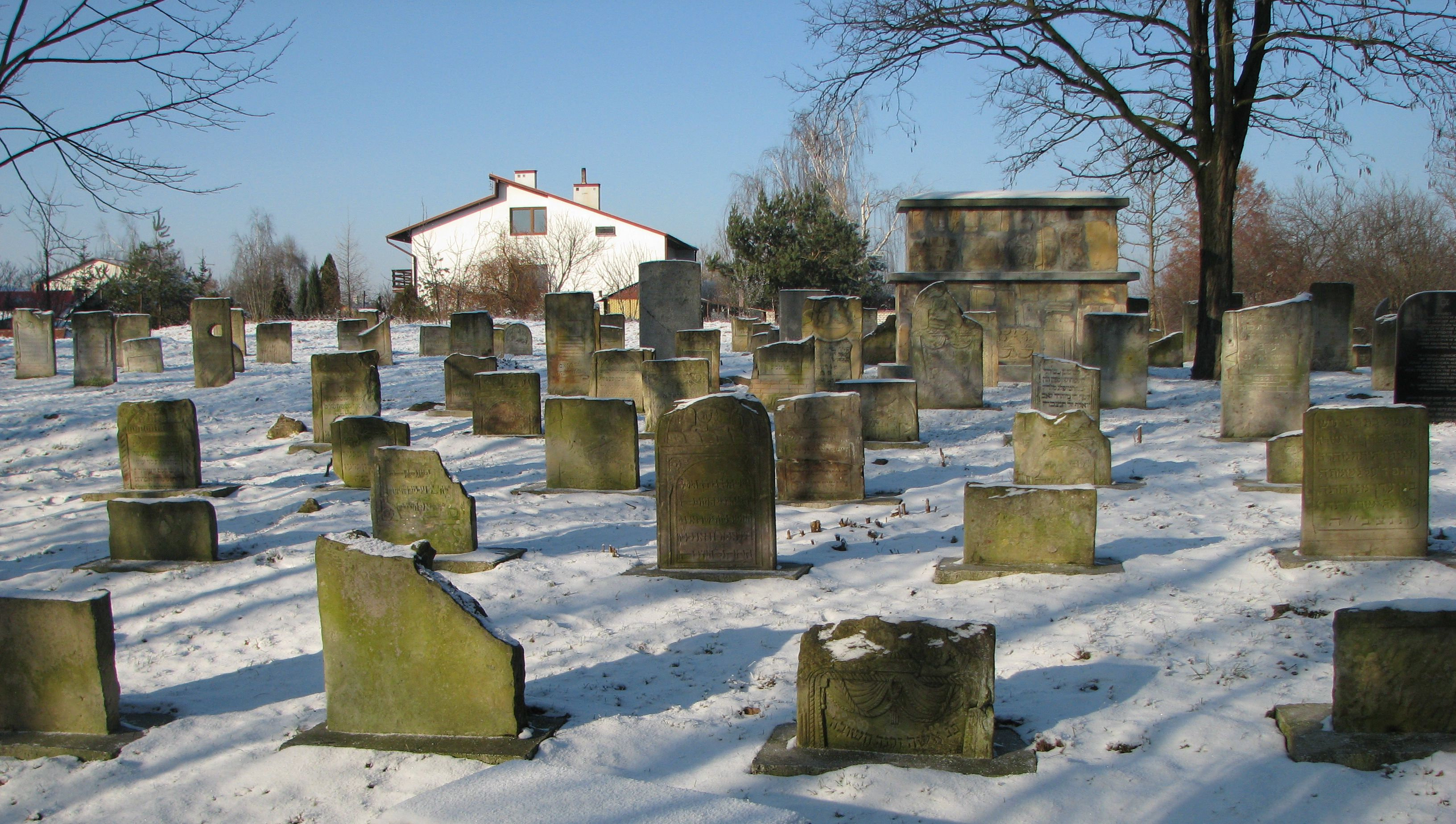
Cemitério judaico após a restauração

O assentamento judeu na área de Staszów começou na segunda metade do século XVI, ainda sob o comando de Hieronim Łaski. Em 1610. Os judeus foram forçados a deixar a cidade por seu suposto envolvimento em um assassinato ritual. Eles receberam permissão para se estabelecer novamente em 1690 por Stanisław Łukasz Opaliński. Em 1718, receberam permissão de Elżbieta Sieniawska para construir uma sinagoga e instalar um cemitério, além de um privilégio que garantia sua liberdade de residência. Em 1772, a pedido dos judeus, o duque August Aleksander Czartoryski confirmou seus privilégios por escrito.
Em 1809, conforme uma lei estabelecida pelo governo do Ducado de Varsóvia, os judeus deveriam viver em um distrito separado da cidade. Izabela Lubomirska alocou uma área em Staszów para eles, entre a rua Długa e o rio Czarna.
Em 1822, a comunidade judaica de Staszów foi liquidada. Em 1846. Adam Potocki, o então proprietário de Staszów, criou uma fazenda senhorial em sua propriedade em Adamówka, para a qual 10 famílias judias se mudaram para trabalhar na terra. Depois de alguns anos, em 1852, a fazenda abandonada foi fechada e os judeus voltaram para a cidade. A partir de 1857, um rabino foi novamente mantido na cidade.
A sinagoga funcionou a partir da primeira metade do século XIX, localizada na rua Piłsudskiego (anteriormente Boźniczna, depois Świerczewskiego) e foi construída com fundos dos habitantes judeus de Staszów. No início do século XX, a comunidade judaica ainda mantinha uma sinagoga e um rabino, bem como uma casa de aprendizado para a juventude judaica (beth midrash, servindo ao mesmo tempo, como uma casa de oração) e cinco cheders (escola primária tradicional judaica que ensina os fundamentos do hebraico e do judaísmo).
Durante a Segunda Guerra Mundial, em 15 de junho de 1942, os alemães criaram um gueto judeu em Staszów, que estava localizado na área das ruas Złota, Piłsudskiego (antiga Świerczewskiego), Gęsia, Armii Krajowej (antiga Stodolna). Em agosto de 1942, por ordem dos ocupantes alemães, uma oficina de alfaiataria foi montada na sinagoga para costurar para o exército alemão. Em 8 de novembro de 1942, a comunidade judaica foi exterminada. Os judeus de Staszów (cerca de 5 a 6 mil) foram levados para fora da cidade e transportados para Treblinka. Aqueles que não puderam ou não quiseram ir foram mortos no local.
Em 1952, as ruínas do antigo prédio da sinagoga, que estava se deteriorando, foram demolidas. Em seu lugar, foi construído um novo prédio com finalidade secular, a sede da unidade local do Partido Operário Unificado Polonês (PZPR) por vários anos. Em abril de 1998, uma placa comemorativa da sinagoga de Staszów foi inaugurada e colocada na parede do prédio que ficava em seu lugar.
O antigo cemitério judaico de Staszów estava localizado na rua Piłsudskiego, próximo à sinagoga. Ele não sobreviveu até os dias atuais. Em 1819, o comissário de Sandomierz emitiu uma ordem para transferir o cemitério para fora da cidade. Um novo cemitério foi instalado na rua Tadeusza Kościuszki, em uma colina comprada pela comunidade judaica. Ele cobria uma área de 1,4 ha. Os primeiros sepultamentos no novo cemitério ocorreram em 1825. Após o extermínio da comunidade judaica durante a Segunda Guerra Mundial, o cemitério entrou em declínio. Ele foi devastado durante a guerra (as matzevas foram usadas, entre outras coisas, para pavimentar estradas) e logo depois. O cemitério foi limpo e sinalizado na década de 1990.

### Igreja da Irmandade polonesa
A igreja da Irmandade polonesa foi construída por volta de 1580 por Olbracht Łaski, filho de Hieronim Łaski. A igreja de madeira ficava no topo de uma colina ao norte da praça do mercado, na praça formada pelas atuais ruas Opatowska, Wschodnia, Ogrodowa e Partyzantów. Na ausência de Łaski, a cidade foi administrada por Andrzej Ciołek e seu filho Stanisław. Com o consentimento deles, na maré da Contrarreforma, em 1596 a igreja foi transformada na Igreja Católica do Espírito Santo. Depois que a igreja foi consagrada, a maioria dos irmãos poloneses se mudou de Staszów. Em 1689, o prédio foi incendiado. A igreja em Staszów e Raków foram feitas segundo o mesmo projeto. Hoje, uma nova igreja do Espírito Santo de tijolos está no local.

### Igreja Ortodoxa

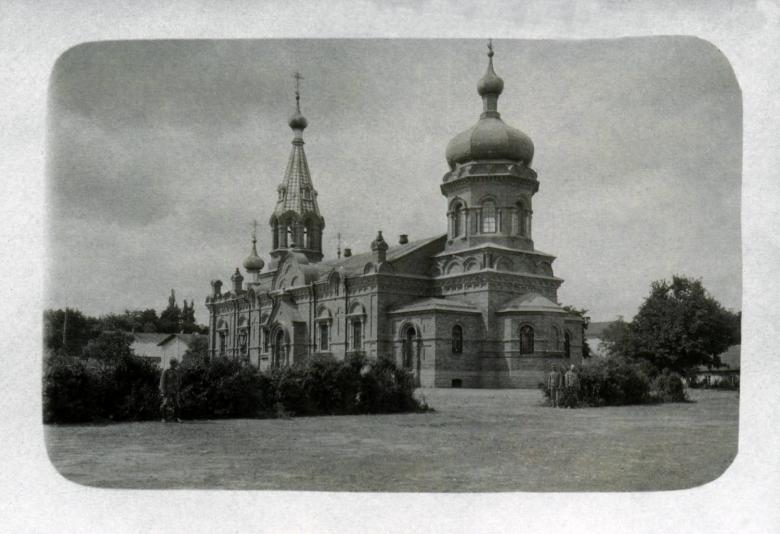
Igreja em Staszów em 1916

Em 1904, a Igreja ortodoxa de São Jorge foi construída em Staszów, destinada ao 40.º Regimento de Dragões Malorrussos. O templo podia acomodar mil pessoas por vez. Depois que as tropas russas deixaram a cidade e a Polônia recuperou sua independência, o edifício foi reconstruído, removendo suas cúpulas em forma de cebola. O prédio abrigou um teatro até 1939 e, a partir de 1945, um cinema.
Após a guerra, foi usado para eventos culturais e academias. Na década de 1970, o edifício foi danificado em um incêndio e foi completamente demolido. Em 1971, um cinema então moderno foi construído no local da antiga igreja.
Anteriormente, por volta de 1886, a casa de oração da população ortodoxa estava localizada em uma casa com arcadas na esquina da praça principal com a rua Kościelnej.

### Testemunhas de Jeová
Duas congregações de Testemunhas de Jeová estão pregando ativamente na cidade: Staszów-Norte e Staszów-Oeste, usando o Salão do Reino na rua Józefa Piłsudskiego, 44.

## Administração

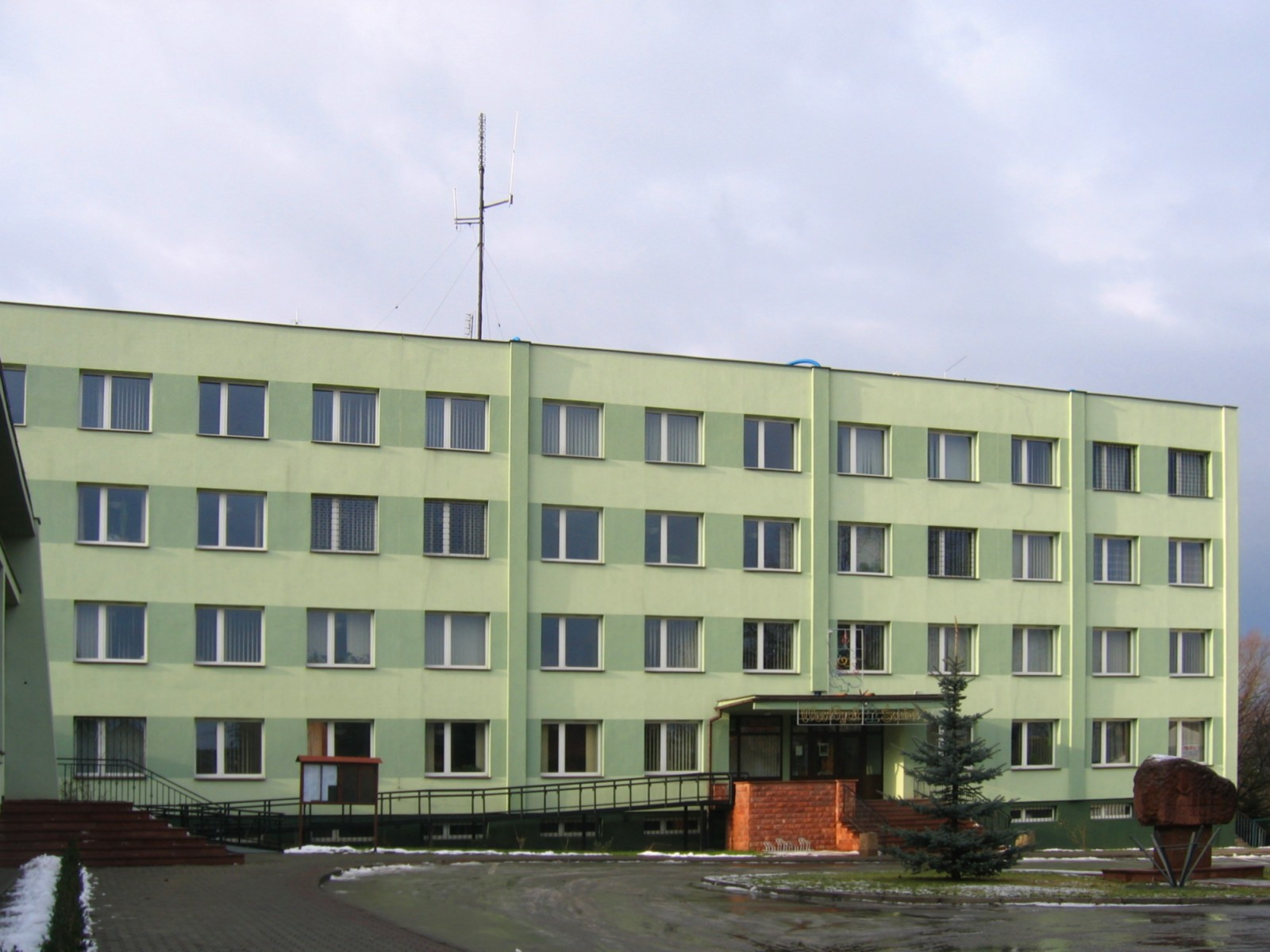
Sede da Prefeitura e da Câmara Municipal

A cidade é o centro administrativo do condado de Staszów, abrigando, entre outros, o Tribunal do condado, a Promotoria Pública do condado, o quartel-general da polícia do condado e o quartel-general do Corpo de Bombeiros do condado, bem como as autoridades da comuna urbano-rural — o Escritório Comunal e Municipal de Staszów.

### Divisão administrativa
Conforme o estatuto da cidade e da comuna de Staszów, há 6 unidades administrativas auxiliares na cidade — conjuntos habitacionais:
- Conjunto habitacional n.º 1 “Norte”,
- Conjunto habitacional n.º 2 “Ogrody”,
- Conjunto habitacional n.º 3 “Cidade Velha”,
- Conjunto habitacional n.º 4 “Staszówek”,
- Conjunto habitacional n.º 5 “Leste”,
- Conjunto habitacional n.º 6 “Oględowska”.

Por sua vez, conforme o sistema TERYT, são distinguidas 10 partes integrantes da cidade de Staszów: Adamówka, Golejów, Łazienki, Maleniec, Piekło, Pipała, Pluskawa, Pocieszka, Radzików, Staszówek.